# New Zealand
New Zealand (/njuːˈziːlənd/, tiếng Māori: Aotearoa [aɔˈtɛaɾɔa]) là một đảo quốc nằm tại khu vực phía tây nam của Thái Bình Dương. Trên phương diện địa lý, New Zealand bao gồm hai vùng lãnh thổ chính là đảo Bắc và đảo Nam, cùng khoảng hơn 600 đảo nhỏ.
New Zealand nằm cách khoảng 2.000 km về phía đông của Úc qua biển Tasman và cách khoảng 1.000 km về phía nam của các đảo Nouvelle-Calédonie, Fiji, và Tonga. Vì vị trí cách biệt, New Zealand nằm trong số những vùng đất cuối cùng có con người đến định cư trên Trái Đất. Trong thời gian cô lập kéo dài này, New Zealand duy trì một hệ sinh thái đa dạng với nhiều loài đặc hữu của các nhóm động vật, nấm và thực vật. Địa hình của New Zealand đa dạng với các đỉnh núi cao như dãy núi Nam Alps ở phía nam được hình thành từ quá trình kiến tạo núi tự nhiên và các vụ phun trào núi lửa. Thủ đô của New Zealand là Wellington, còn thành phố đông cư dân nhất là Auckland.
Người Polynesia bắt đầu định cư tại New Zealand vào khoảng năm 1250 tới 1300 và hình thành, phát triển nên nền văn hóa Māori đặc trưng. Năm 1642, nhà thám hiểm Abel Tasman là người châu Âu đầu tiên tìm thấy New Zealand. Đến năm 1840, ông đại diện cho Vương thất Anh và người Māori ký kết Hiệp ước Waitangi, tuyên bố chủ quyền của Đế quốc Anh đối với toàn bộ hòn đảo. New Zealand trở thành một thuộc địa của Anh vào năm 1841 và sau này tiếp tục trở thành cộng đồng tự trị trong Đế quốc Anh vào năm 1907. New Zealand tuyên bố độc lập vào năm 1947, nhưng nguyên thủ quốc gia vẫn là quân chủ Anh. Ngày nay, phần lớn dân số 4,8 triệu người của New Zealand có huyết thống châu Âu, người Maori bản địa là dân tộc thiểu số đông dân cư nhất, tiếp đến là người nhập cư gốc Á và thổ dân trên các đảo thuộc Thái Bình Dương. Các ngôn ngữ chính thức là tiếng Anh, tiếng Māori và ngôn ngữ ký hiệu New Zealand, trong đó tiếng Anh là ngôn ngữ quốc gia.
Là một quốc gia công nghiệp phát triển với mức thu nhập cao, New Zealand duy trì xếp hạng cao trên thế giới về nhiều phương diện như chất lượng cuộc sống, y tế, giáo dục, các quyền tự do dân sự và tự do kinh tế. GDP bình quân đầu người của New Zealand năm 2019 vượt qua Anh, Pháp và Nhật Bản. New Zealand là quốc gia ít tham nhũng nhất trên thế giới trong năm 2019 (báo cáo của Tổ chức Minh Bạch Quốc tế), được tổ chức The Legatum Institute gọi là một trong những quốc gia thịnh vượng nhất trên toàn cầu trong nhiều năm liền, xếp thứ 2 trong số những quốc gia bình yên và an toàn nhất, chỉ số phát triển con người (HDI) đạt mức rất cao, xếp hạng 13 trên toàn cầu năm 2019. Ngoài ra, chỉ số phát triển xã hội (SPI) của quốc gia này cũng xếp thứ 7 trên toàn cầu (2019) và đây là quốc gia thuận lợi nhất trên thế giới để kinh doanh năm 2020 (theo báo cáo của Doing Business 2020). Ngành xuất khẩu len từng chi phối nền kinh tế của New Zealand trong một khoảng thời gian dài, song hiện nay, việc xuất khẩu các sản phẩm chủ lực mới như bơ sữa, thịt, rượu vang, cùng với du lịch đã dần gia tăng tầm quan trọng. New Zealand là thành viên của hầu hết các tổ chức quốc tế lớn, trong số đó nổi bật như Liên Hợp Quốc, Khối Thịnh vượng chung Anh, Khối Đồng minh không thuộc NATO của Hoa Kỳ, ANZUS, OECD, Diễn đàn Quần đảo Thái Bình Dương và APEC.

## Từ nguyên

### Tên tiếng Anh

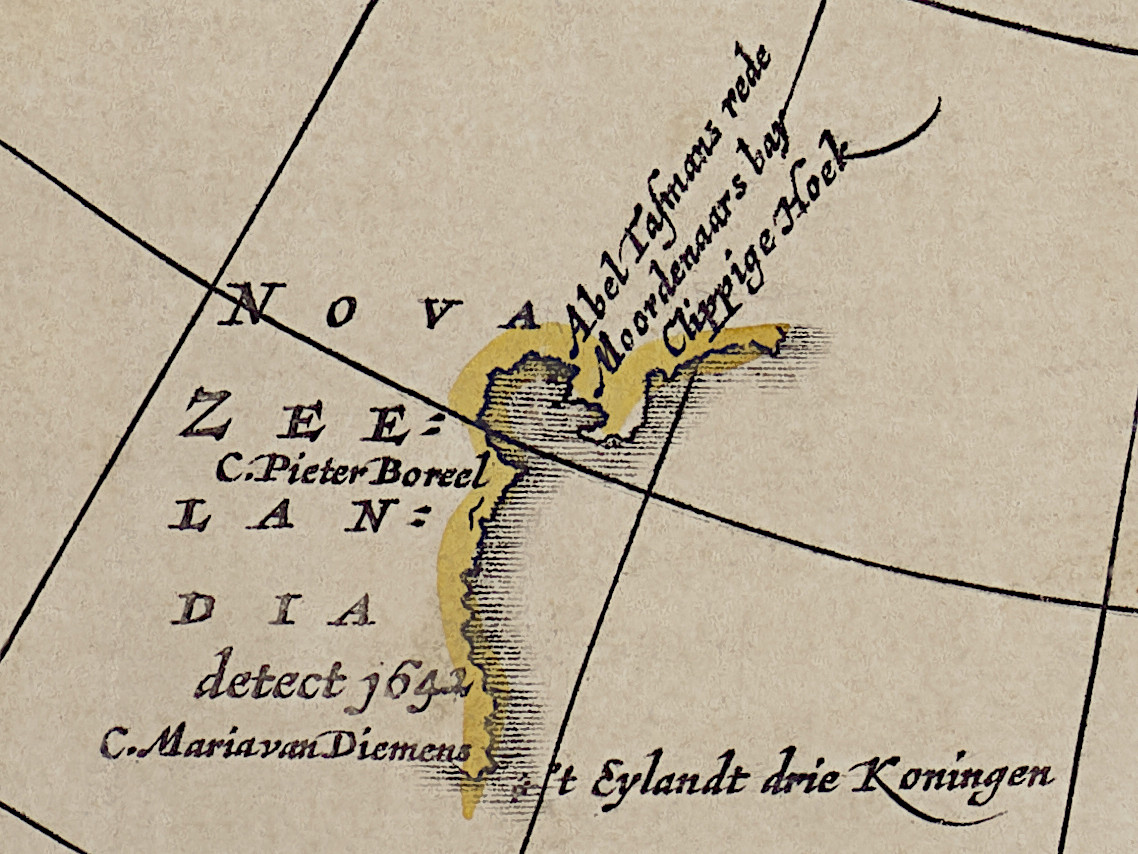
Bản đồ vào năm 1666 cho thấy bờ biển phía tây của "Nova Zeelandia"

Nhà thám hiểm người Hà Lan Abel Tasman trông thấy New Zealand vào năm 1642 và gọi nơi đây là Staten Landt, cho rằng nó liên thông với một đại lục cùng tên tại mũi phía nam của Nam Mỹ. Năm 1645, một nhà vẽ bản đồ người Hà Lan đổi tên lãnh thổ là Nova Zeelandia theo tên tỉnh Zeeland của Hà Lan. Nhà thám hiểm người Anh Quốc James Cook sau đó Anh hóa danh xưng thành New Zealand.

### Tên tiếng Maori
Aotearoa (thường được dịch thành "miền đất của đám mây trắng dài") hiện là danh xưng của New Zealand trong tiếng Maori. Không rõ người Maori có một danh xưng cho toàn bộ quốc gia trước khi người châu Âu đến hay không, do Aotearoa nguyên bản chỉ ám chỉ đảo Bắc. người Maori có một số tên truyền thống cho hai đảo chính, trong đó có Te Ika-a-Māui (con cá của Māui) cho đảo Bắc và Te Waipounamu (nguồn nước của Pounamu) hoặc Te Waka o Aoraki (xuồng của Aoraki) cho đảo Nam. Những bản đồ ban đầu của người châu Âu thể hiện các đảo Bắc (đảo Bắc), Trung (đảo Nam) và Nam (Stewart). Năm 1830, các bản đồ bắt đầu sử dụng Bắc và Nam nhằm phân biệt hai đảo lớn nhất và đến năm 1907 thì điều này trở thành tiêu chuẩn được công nhận. Năm 2009, Ủy ban Địa lý New Zealand phát hiện rằng các danh xưng đảo Bắc và đảo Nam chưa từng được chính thức hóa, và các danh xưng cùng danh xưng thay thế được chính thức hóa vào năm 2013, chúng lần lượt được định danh là North Island hoặc Te Ika-a-Māui, và South Island hoặc Te Waipounamu.

### Tên tiếng Việt
Một cái tên tiếng Việt cũ của New Zealand là Tân Tây Lan, bắt nguồn từ tiếng Trung, đọc là "Xīn Xī Lán" trong bính âm (chữ Hán: 新西蘭) với Tân ("mới") là dịch nghĩa của từ new trong tiếng Anh, còn Tây Lan là âm Hán Việt của xī lán, tiếng Trung phiên âm cách đọc từ "zealand", tên này được sử dụng phổ biến vào giữa thế kỷ 20 và không còn được sử dụng hay sử dụng rất ít ở hiện nay. Chỉ còn một số người Việt hải ngoại ở Mỹ và Úc vẫn còn sử dụng từ này để gọi New Zealand.

## Lịch sử

Lộ trình của người Maori đến New Zealand. Theo thuyết hiện thời thì rất có thể họ là hậu duệ của nhóm thổ dân nguyên thủy di cư từ Đài Loan sang Melanesia và dần chuyển về phía đông đến quần đảo Société khoảng 1000 SCN. Sau một thời gian tạm ngưng kéo dài 200-300 năm, một làn sóng thám hiểm mới khám phá ra New Zealand rồi thiên di đến đó.

New Zealand là một trong các đại lục cuối cùng có người đến định cư. Theo phương pháp carbon phóng xạ, bằng chứng về phá rừng và DNA ti thể biến thiên trong cư dân Maori cho thấy nhóm người đầu tiên định cư tại New Zealand là người Đông Polynesia trong khoảng 1250-1300, kết thúc một loạt hành trình kéo dài qua các đảo tại Nam Thái Bình Dương. Trong các thế kỷ sau, những người định cư này phát triển một nền văn hóa riêng biệt mà nay gọi là Maori. Cư dân được chia thành iwi (bộ tộc) và hapū (thị tộc), các bộ tộc và thị tộc đôi khi hợp tác, đôi khi lại cạnh tranh hoặc chiến đấu với nhau. Trong một thời điểm, một nhóm người Maori di cư đến quần đảo Chatham rồi phát triển một văn hóa Moriori riêng biệt tại đó.
Người châu Âu đầu tiên được ghi nhận đã tiếp cận New Zealand là nhà thám hiểm người Hà Lan Abel Tasman cùng thủy thủ đoàn của ông vào năm 1642. Trong một đối đầu thù địch, bốn thành viên trong thủy thủ đoàn bị hạ sát và có ít nhất một người Maori bị trúng đạn. Người châu Âu không đến lại New Zealand cho đến năm 1769, khi nhà thám hiểm người Anh Quốc James Cook lập bản đồ hầu như toàn bộ đường bờ biển. Sau James Cook, một số tàu săn cá voi, săn hải cẩu, và giao dịch của người châu Âu và Bắc Mỹ đến New Zealand. Họ giao dịch thực phẩm, công cụ bằng kim loại, vũ khí và các hàng hóa khác để đổi lấy gỗ, thực phẩm, đồ tạo tác và nước. Việc du nhập khoai tây và súng hỏa mai đã cải biến nông nghiệp và chiến tranh của người Maori. Khoai tây giúp đảm bảo dư thừa lương thực, tạo điều kiện cho các chiến dịch quân sự kéo dài và liên tục hơn. Kết quả là các cuộc chiến tranh bằng súng hỏa mai giữa các bộ tộc, với trên 600 trận chiến từ năm 1801 đến 1840, làm thiệt mạng 30.000-40.000 người Maori. Kể từ đầu thế kỷ XIX, các nhà truyền giáo Cơ Đốc bắt đầu hoạt động tại New Zealand, cuối cùng cải biến tôn giáo của hầu hết cư dân Maori. Trong thế kỷ XIX, cư dân Maori suy giảm đến khoảng 40% so với mức trước khi có tiếp xúc với người châu Âu; các dịch bệnh đến cùng với người châu Âu là yếu tố chủ yếu.

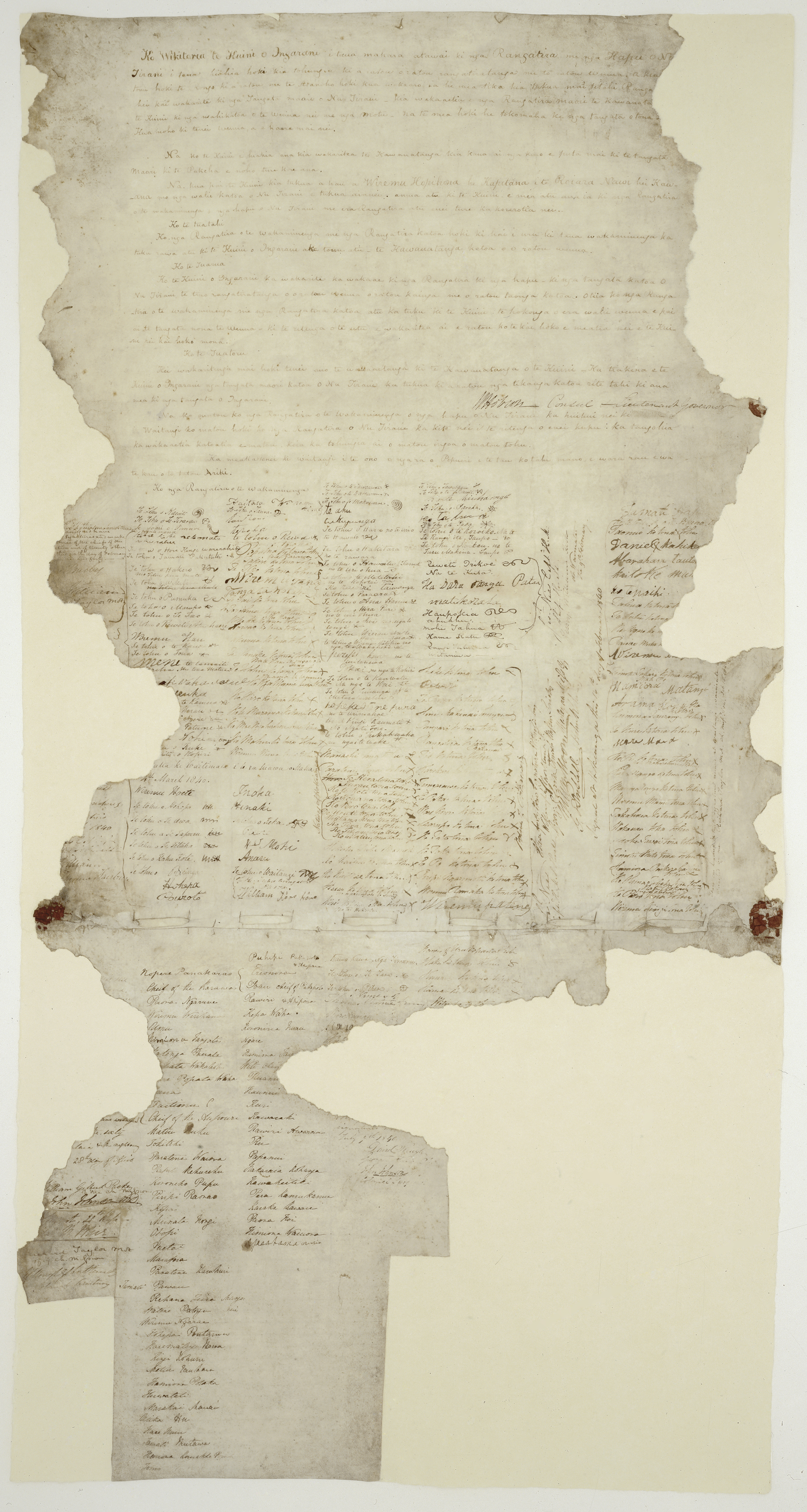
Văn bản của Hiệp định Waitangi.

Năm 1788, Arthur Phillip đảm nhiệm chức vụ Thống đốc New South Wales của Anh và yêu sách New Zealand là bộ phận của New South Wales. Năm 1832, Chính phủ Anh Quốc bổ nhiệm James Busby là Công sứ Anh Quốc đầu tiên tại New Zealand và đến năm 1835, sau một tuyên bố của Charles de Thierry về dự kiến người Pháp định cư, Liên hiệp các bộ tộc New Zealand gửi một Tuyên ngôn độc lập đến Quốc vương William IV của Anh Quốc để yêu cầu bảo hộ. Náo động không ngừng và tình trạng pháp lý mơ hồ của Tuyên ngôn độc lập thúc đẩy Bộ Thuộc địa Anh Quốc phái William Hobson đi tuyên bố chủ quyền của Anh Quốc và đàm phán một hiệp định với người Maori. Hiệp định Waitangi được ký kết lần đầu tiên tại Bay of Islands vào ngày 6 tháng 2 năm 1840. Nhằm phản ứng trước cuộc đua thương mại khi Công ty New Zealand nỗ lực thiết lập một khu định cư độc lập tại Wellington và những người Pháp định cư "mua" lãnh thổ tại Akaroa, Hobson tuyên bố chủ quyền của Anh Quốc đối với toàn bộ New Zealand vào ngày 21 tháng 5 năm 1840. Với việc ký kết Hiệp định Waitangi và tuyên bố chủ quyền, số người nhập cư bắt đầu gia tăng, đặc biệt là từ Anh Quốc.
New Zealand nguyên là bộ phận của thuộc địa New South Wales, song trở thành một thuộc địa riêng vào ngày 1 tháng 7 năm 1841. Thuộc địa có chính phủ đại diện vào năm 1852 và Nghị viện New Zealand khóa 1 họp vào năm 1854. Năm 1856, thuộc địa được tự quản một cách hữu hiệu, được chịu trách nhiệm đối với toàn bộ các vấn đề nội bộ trừ chính sách thổ dân. (Quyền kiểm soát chính sách thổ dân được cấp vào giữa thập niên 1860.) Sau những lo ngại rằng đảo Nam có thể tạo thành một thuộc địa riêng biệt, Thủ tướng Alfred Domett đề nghị một giải pháp là dời đô từ Auckland đến một địa phương nằm gần eo biển Cook. Wellington được lựa chọn do nơi này có cảng và vị trí trung tâm, nghị viện chính thức họp lần đầu tại đây vào năm 1865. Do số lượng người nhập cư gia tăng, xung đột về lãnh địa dẫn đến các cuộc chiến tranh New Zealand trong thập niên 1860 và 1870, kết quả là người Maori bị tổn thất và sung công nhiều vùng đất. Năm 1893, New Zealand trở thành quốc gia đầu tiên trên thế giới trao quyền bầu cử cho toàn bộ nữ giới.
Năm 1907, theo thỉnh cầu của Nghị viện New Zealand, Quốc vương Edward VII tuyên bố New Zealand là một quốc gia tự trị trong Đế quốc Anh, phản ánh tình trạng tự quản tại đây. Năm 1947, New Zealand phê chuẩn Đạo luật Westminster, xác nhận rằng Quốc hội Anh Quốc không còn có thể ban hành luật cho New Zealand nếu không được New Zealand tán thành. New Zealand tham dự các vấn đề quốc tế, chiến đấu cho Đế quốc Anh trong Thế Chiến thứ nhất và thứ hai và chịu tổn thất trong Đại khủng hoảng. Sự đình trệ khiến cử tri bầu ra một chính phủ Lao động đầu tiên, và thiết lập một quốc gia phúc lợi toàn diện và một nền kinh tế bảo hộ. New Zealand trải qua phát triển thịnh vượng sau Chiến tranh thế giới thứ hai và người Maori bắt đầu rời bỏ sinh hoạt nông thôn truyền thống của họ để chuyển đến các thành thị nhằm tìm công việc. Hình thành một phong trào phản kháng của người Maori, trong đó chỉ trích chủ nghĩa châu Âu trung tâm và hoạt động nhằm giành công nhận lớn hơn cho văn hóa Maori và Hiệp định Waitangi. Năm 1975, một Tòa án Waitangi được thiết lập nhằm điều tra những cáo buộc về việc vi phạm Hiệp định, và tòa án này được cho phép điều tra các bất bình trong lịch sử.

## Chính trị

### Chính phủ
New Zealand là một quốc gia quân chủ lập hiến dân chủ đại nghị, song hiến pháp đảo quốc là bất thành văn. Charles III là quốc vương của New Zealand và là nguyên thủ quốc gia. Đại diện cho Quốc vương là Toàn quyền, ông bổ nhiệm toàn quyền theo khuyến nghị của thủ tướng. Toàn quyền có thể thi hành các quyền lực đặc quyền của quân chủ, như tái xét các vụ tố tụng bất công và tiến hành bộ nhiệm các bộ trưởng, đại sứ và các công chức quan trọng khác, và trong những tình huống hiếm hoi là quyền dự bị (như quyền giải tán Nghị viện hay từ chối ngự chuẩn một đạo luật thành luật). Quyền lực của Quốc vương và Toàn quyền bị hạn chế theo những ràng buộc hiến pháp và họ không thể thi hành một cách thông thường khi không có khuyến nghị của Nội các.
Nghị viện New Zealand nắm quyền lập pháp và gồm Quốc vương và Chúng nghị viện. Nghị viện từng có một thượng viện mang tên là Hội đồng Lập pháp, song cơ cấu này bị bãi bỏ vào năm 1950. Quyền lực tối cao của Nghị viện đối với Vương quốc và các cơ quan chính phủ khác được thiết lập tại Anh theo Đạo luật Quyền lợi 1689 và được phê chuẩn thành luật tại New Zealand. Chúng nghị viện được tuyển cử theo hình thức dân chủ và một chính phủ được tạo thành từ đảng hoặc liên minh chiếm đa số ghế. Nếu không thể thành lập chính phủ đa số, một chính phủ thiểu số có thể được lập nên nếu nhận được đủ số phiếu ủng hộ. Toàn quyền bổ nhiệm các bộ trưởng theo khuyến nghị của thủ tướng, thủ tướng theo tục lệ là thủ lĩnh nghị viện của đảng hoặc liên minh nắm quyền. Nội các gồm các bộ trưởng và do thủ tướng lãnh đạo, đây là cơ quan quyết định chính sách cao nhất trong chính phủ và chịu trách nhiệm quyết định các hành động quan trọng của chính phủ. Theo quy ước, các thành viên trong nội các bị ràng buộc với trách nhiệm tập thể đối với các quyết định của nội các.

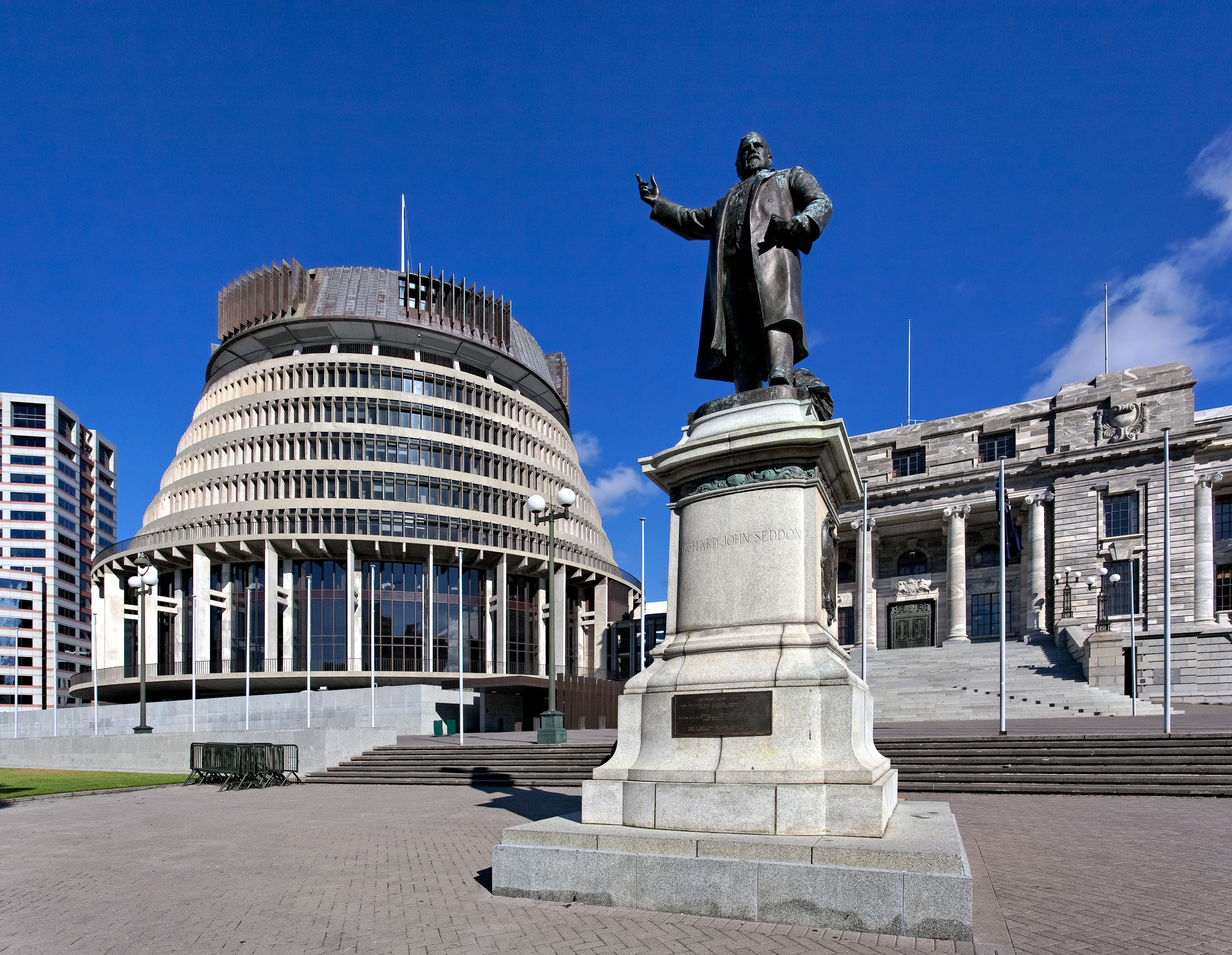
Tòa nhà "Tổ ong" của Chính phủ New Zealand và Tòa nhà Nghị viện (phải) tại Wellington

Các thẩm phán và quan chức tư pháp được bổ nhiệm một cách phi chính trị và theo các quy định nghiêm ngặt về nhiệm kỳ nhằm giúp duy trì độc lập hiến pháp với chính phủ. Về mặt lý thuyết, điều này cho phép bộ máy tư pháp giải thích luật chỉ dựa theo pháp luật do Nghị viện ban hành mà không có các ảnh hưởng khác đối với quyết định của họ. Xu mật viện tại Luân Đôn là tòa thượng tố tối cao của quốc gia cho đến năm 2004, kể từ đó nó bị thay thế bằng Tòa Tối cao New Zealand được lập mới. Bộ máy tư pháp do Chánh án đứng đầu, gồm tòa án thượng tố, tòa cao đẳng, và các tòa cấp dưới.
Hầu như toàn bộ các tổng tuyển cử nghị viện tại New Zealand từ năm 1853 đến 1993 được tổ chức theo hệ thống đa số chế. Các cuộc bầu cử từ năm 1930 bị chi phối bởi hai chính đảng là Quốc gia và Công đảng. Kể từ tổng tuyển cử năm 1996, một hình thức đại diện tỷ lệ gọi là tỷ lệ thành viên hỗn hợp (MMP) được sử dụng. Theo hệ thống MMP, mỗi cử tri bỏ hai phiếu; một phiếu cho ghế tại khu tuyển cử (gồm một số khu dành cho người Maori), và phiếu còn lại bầu cho một đảng. Kể từ tổng tuyển cử năm 2014, có 71 khu vực bầu cử (gồm 8 khu vực bầu cử cho người Maori), và 49 ghế còn lại còn lại được phân dựa theo tỷ lệ phiếu của các đảng, song một đảng giành được một ghế khu tuyển cử hoặc 5% tổng số phiếu cho đảng mới có tư cách có những ghế này. Từ tháng 3 năm 2005 đến tháng 8 năm 2006, New Zealand trở thành quốc gia duy nhất trên thế giới có nữ giới nắm giữ toàn bộ các chức vụ cao nhất (nguyên thủ quốc gia, toàn quyền, thủ tướng, chủ tịch nghị viện, và chánh án).

### Quan hệ đối ngoại và quân sự

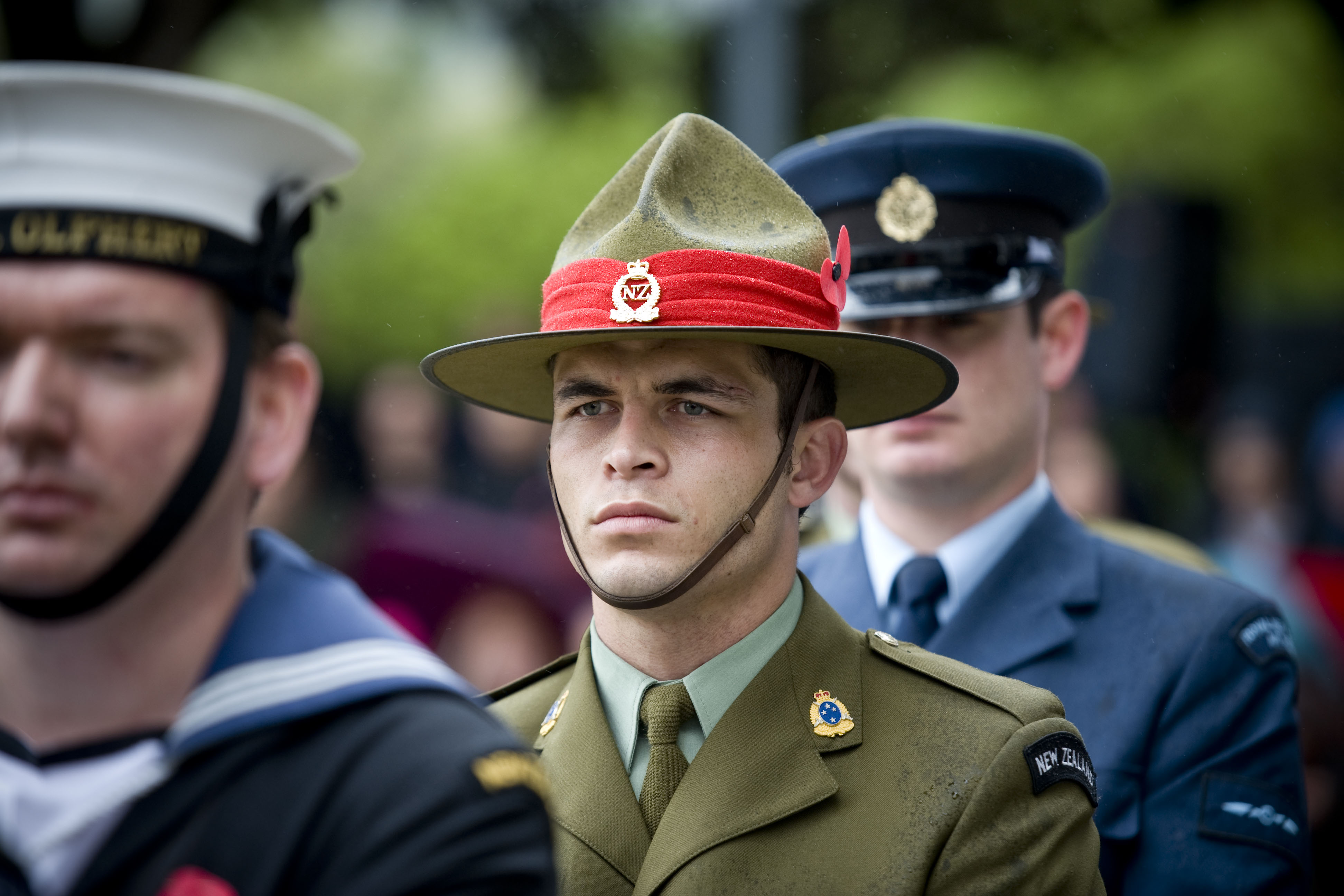
Kỷ niệm ngày ANZAC tại Đài tưởng niệm quốc gia

Thời kỳ đầu thuộc địa, New Zealand cho phép Chính phủ Anh Quốc quyết định về ngoại thương và chịu trách nhiệm về chính sách đối ngoại. Các hội nghị đế quốc năm 1923 và 1926 quyết định rằng New Zealand nên được phép đàm phán các hiệp ước chính trị của mình, và hiệp định thương mại đầu tiên được phê chuẩn vào năm 1928 với Nhật Bản. Ngày 3 tháng 9 năm 1939, New Zealand liên minh với Anh Quốc và tuyên chiến với Đức, Thủ tướng Michael Savage tuyên bố rằng: "Nơi nào họ đi, chúng ta đi; Nơi nào họ dừng chân, chúng ta dừng chân."
Năm 1951, Anh Quốc bắt đầu gia tăng tập trung vào các lợi ích của họ tại châu Âu, trong khi New Zealand cùng với Úc và Hoa Kỳ tham gia hiệp định an ninh ANZUS. Ảnh hưởng của Hoa Kỳ đối với New Zealand bị suy yếu sau các kháng nghị về Chiến tranh Việt Nam, việc Hoa Kỳ từ chối cảnh cáo Pháp sau vụ chìm tàu Rainbow Warrior, và bất đồng về các vấn đề môi trường và giao dịch nông nghiệp cùng chính sách phi hạt nhân của New Zealand. Mặc dù Hoa Kỳ đình chỉ các bổn phận ANZUS song hiệp định vẫn có hiệu lực giữa New Zealand và Úc- là quốc gia có xu hướng chính sách đối ngoại tương đồng trong lịch sử. Hai quốc gia có tiếp xúc chính trị mật thiết, với các hiệp định mậu dịch tự do và hiệp định vãng lai tự do, theo đó cho phép các công dân đến, sinh sống, và làm việc tại hai quốc gia mà không bị hạn chế. Năm 2013, có khoảng 650.000 công dân New Zealand sống tại Úc, tức tương đương khoảng 15% dân số của New Zealand.
New Zealand hiện diện mạnh mẽ tại các đảo quốc Thái Bình Dương. Một phần lớn viện trợ của New Zealand đến với các quốc gia này và nhiều người các đảo quốc Thái Bình Dương nhập cư đến New Zealand để tìm công việc. Di cư thường trú được quy định theo Kế hoạch hạn ngạch Samoa 1970 và Hạng mục Tiếp nhận Thái Bình Dương 2002, theo đó cho phép 1.100 công dân Samoa và 750 công dân các đảo quốc Thái Bình Dương khác trở thành thường trú nhân tại New Zealand mỗi năm. Một kế hoạch lao động thời vụ dành cho di cư tạm thời được thi hành vào năm 2007, và trong năm 2009 có khoảng 8.000 công dân các đảo quốc Thái Bình Dương được thuê theo kế hoạch này. New Zealand tham gia Diễn đàn Quần đảo Thái Bình Dương, APEC và Diễn đàn khu vực ASEAN (gồm cả Hội nghị cấp cao Đông Á). New Zealand cũng là một thành viên của Liên Hợp Quốc, Thịnh vượng chung các Quốc gia, OECD
Lực lượng Phòng vệ New Zealand có ba nhánh: Hải quân Hoàng gia New Zealand, Lục quân New Zealand và Không quân Hoàng gia New Zealand. Nhu cầu quốc phòng của New Zealand ở mức khiêm tốn do ít có khả năng chịu tấn công trực tiếp,. New Zealand tham gia chiến đấu trong hai Thế Chiến, với các chiến dịch nổi bật là Gallipoli, Crete, El Alamein và Cassino. Chiến dịch Gallipoli đóng một phần quan trọng trong việc bồi dưỡng bản sắc quốc gia của New Zealand và củng cố truyền thống ANZAC với Úc.
Ngoài Chiến tranh Việt Nam và hai Thế Chiến, New Zealand còn tham gia chiến đấu trong Chiến tranh Triều Tiên, Chiến tranh Boer thứ hai, Tình trạng khẩn cấp Malaya, Chiến tranh Vùng Vịnh và Chiến tranh Afghanistan. Đảo quốc đóng góp quân cho một số sứ mệnh duy trì hòa bình khu vực và toàn cầu, như tại Síp, Somalia, Bosnia và Herzegovina, Sinai, Angola, Campuchia, biên giới Iran–Iraq, Bougainville, Đông Timor, và Quần đảo Solomon.

### Chính phủ địa phương và lãnh thổ ngoại vi

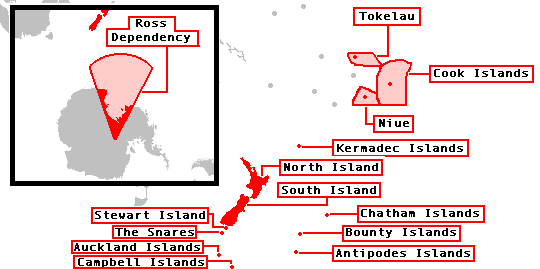
Vương quốc New Zealand

Những người châu Âu định cư ban đầu phân chia New Zealand thành các tỉnh với mức độ tự trị nhất định. Do áp lực tài chính và mong muốn hợp nhất đường sắt, giáo dục, bán đất và các chính sách khác, chính phủ thi hành tập trung hóa và các tỉnh bị bãi bỏ vào năm 1876. Các tỉnh được ghi nhớ trong các ngày lễ công cộng cấp khu vực và thi đấu thể thao.
Kể từ năm 1876, các hội đồng khác nhau quản lý các khu vực địa phương theo luật định của chính phủ trung ương. Năm 1989, chính phủ tái tổ chức chính quyền địa phương thành cấu trúc hai tầng hiện tại với các hội đồng khu vực và cơ quan lãnh thổ. 249 khu tự quản tồn tại vào năm 1975 nay được hợp nhất thành 67 cơ quan lãnh thổ và 11 hội đồng khu vực. Vai trò của các hội đồng khu vực là nhằm chỉnh đốn "môi trường tự nhiên với tầm quan trọng đặc biệt là quản lý tài nguyên", trong khi các cơ quan lãnh thổ chịu trách nhiệm về xử lý nước thải, cung cấp nước, đường sắt địa phương, cấp phép xây dựng và các sự vụ địa phương khác. Năm trong số các hội đồng lãnh thổ là cơ quan nhất thể và cũng đóng vai trò hội đồng khu vực. Các cơ quan lãnh thổ gồm 13 hội đồng thành phố, 53 hội đồng huyện, và hội đồng Quần đảo Chatham. Về mặt chính thức, hội đồng Quần đảo Chatham không phải là một cơ quan nhất thể, song nó thực hiện nhiều chức năng của một hội đồng khu vực.
New Zealand là một trong 16 vương quốc trong Thịnh vượng chung. Vương quốc New Zealand là lãnh thổ bao gồm các khu vực mà Quốc vương New Zealand có chủ quyền và gồm có New Zealand, Tokelau, Lãnh thổ phụ thuộc Ross, Quần đảo Cook và Niue. Quần đảo Cook và Niue là những quốc gia tự quản có liên kết tự do với New Zealand. Nghị viện New Zealand không thể thông qua pháp luật cho các quốc gia này, mà chỉ có thể hành động nhân danh họ trong các vấn đề đối ngoại và quốc phòng với sự tán thành của họ. Tokelau là một lãnh thổ phi tự quản, sử dụng quốc kỳ và quốc huy của New Zealand, song được quản lý bởi một hội đồng gồm ba nguyên lão (đến từ mỗi rạn san hô vòng). Lãnh thổ phụ thuộc Ross là lãnh thổ mà New Zealand tuyên bố yêu sách tại châu Nam Cực, New Zealand vận hành trạm nghiên cứu Căn cứ Scott tại đây. Luật Công dân New Zealand đối đãi bình đẳng với toàn bộ vương quốc, do đó hầu hết người sinh tại New Zealand, Quần đảo Cook, Niue, Tokelau và Lãnh thổ phụ thuộc Ross trước năm 2006 là các công dân New Zealand. Có thêm các điều kiện áp dụng cho những người sinh từ năm 2006 trở đi.

## Nhân khẩu
Tôn giáo tại New Zealand (2013)

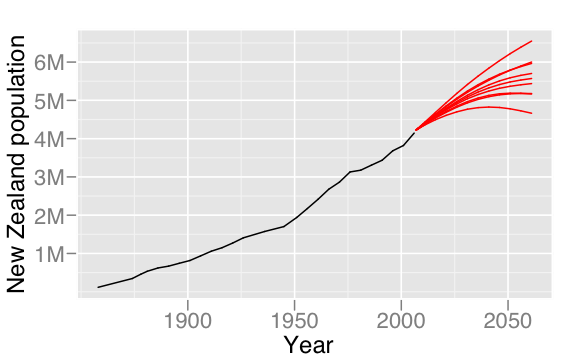
Dân số lịch sử của New Zealand (đen) và các dự kiến tăng trưởng (đỏ).

Tính đến tháng 6 năm 2016, dân số New Zealand ước tính đạt 4,69 triệu và gia tăng với tốc độ 2,1% mỗi năm. New Zealand là một quốc gia chủ yếu mang tính đô thị, với 72% cư dân sống tại 16 khu vực đô thị chính và 53% cư dân sống tại bốn thành phố lớn nhất: Auckland, Christchurch, Wellington, và Hamilton. Các thành phố của New Zealand thường được xếp hạng cao trong các đánh giá đáng sống quốc tế. Tuổi thọ dự tính của người New Zealand vào năm 2012 là 84 năm đối với nữ giới, và 80,2 năm đối với nam giới. Tuổi thọ dự tính khi sinh được dự báo tăng từ 80 năm đến 85 năm vào 2050 và tỷ suất tử vong trẻ sơ sinh được dự kiến giảm. Tỷ suất sinh của New Zealand là 2,1, tương đối cao so với một quốc gia phát triển, và sinh sản tự nhiên đóng góp một phần đáng kể vào tăng trưởng dân số. Do đó, New Zealand có cơ cấu dân số trẻ so với hầu hết các quốc gia công nghiệp hóa, với 20% cư dân New Zealand 14 tuổi hoặc trẻ hơn. Đến năm 2050, dân số được dự báo tăng đến 5,3 triệu, tuổi trung bình tăng từ 36 lên 43 và tỷ lệ người từ 60 tuổi trở lên tăng từ 18% lên 29%.

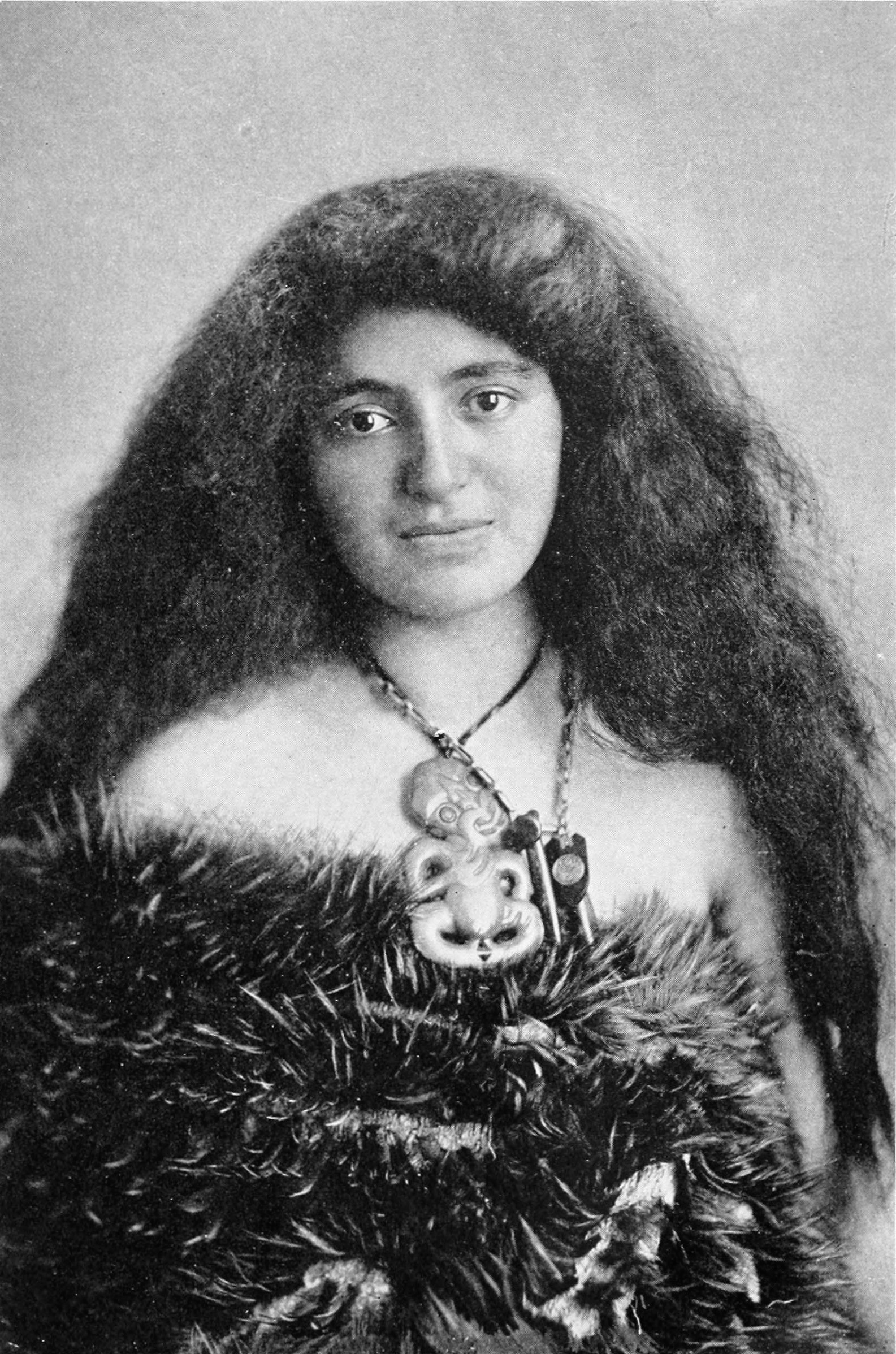
Một nữ giới người Maori mặc áo lông chim kiwi, năm 1913

Trong điều tra nhân khẩu năm 2013, 74,0% cư dân New Zealand được xác định là dân tộc Âu, và 14,9% là người Maori. Các dân tộc chính khác gồm người châu Á (11,8%) và người Thái Bình Dương (7,4%). Cư dân trở nên đa dạng hơn trong các thập niên gần đây: Điều tra nhân khẩu năm 1961 cho thấy rằng dân cư New Zealand gồm 92% là người châu Âu và 7% là người Maori, còn các dân tộc thiểu số châu Á và Thái Bình Dương chia sẻ 1% còn lại.
Công dân New Zealand thường được gọi không chính thức là "Kiwi" trong cả tầm quốc tế và địa phương. Từ mượn Pākehā từ tiếng Maori được sử dụng để chỉ những người New Zealand có huyết thống châu Âu, song những người khác bác bỏ tên gọi này. Ngày nay, từ Pākehā ngày càng được sử dụng nhiều để chỉ toàn bộ người New Zealand không có huyết thống Polynesia.
Người Maori là dân tộc đầu tiên đến New Zealand, tiếp theo họ là những người châu Âu định cư ban đầu. Sau khi thuộc địa hóa, những người nhập cư chủ yếu đến từ Anh Quốc, Ireland và Úc do các chính sách hạn chế tương tự như chính sách Úc da trắng. Cũng có một lượng đáng kể người Hà Lan, Dalmatia, Ý và Đức, cùng với những người châu Âu nhập cư gián tiếp từ Úc, Bắc Mỹ, Nam Mỹ, và Nam Phi. Sau Đại khủng hoảng, các chính sách được nới lỏng và người nhập cư tăng tính đa dạng. Năm 2009–10, Cơ quan nhập cư New Zealand phê chuẩn mục tiêu chấp thuận hàng năm 45.000–50.000 thường trú nhân, tức mỗi năm có một người nhập cư mới trên 100 người New Zealand. Trên 25% cư dân New Zealand sinh tại hải ngoại, với đa số (52%) sống tại khu vực Auckland. Vào cuối thập niên 2000, châu Á vượt qua Anh Quốc và Ireland trong tiêu chí nguồn nhập cư hải ngoại lớn nhất; theo điều tra nhân khẩu năm 2013, 31,6% cư dân New Zealand sinh tại hải ngoại là được sinh tại châu Á (chủ yếu là tại Trung Quốc, Ấn Độ, Philippines và Hàn Quốc), trong khi 26,5% được sinh tại Anh Quốc và Ireland. Úc, các đảo Thái Bình Dương, và Nam Phi cũng là những nguồn nhập cư đáng kể.
Tiếng Anh là ngôn ngữ chiếm ưu thế tại New Zealand, được 96,1% cư dân nói. Tiếng Anh New Zealand tương đồng với tiếng Anh Úc và nhiều người Anh ngữ đến từ Bắc Bán cầu gặp khó khăn với trọng âm. Khác biệt nổi bật nhất giữa tiếng Anh New Zealand và các phương ngôn tiếng Anh khác là các biến đổi trong tiền nguyên âm ngắn: âm "i"- ngắn (như trong "kit") tập trung hướng về âm schwa ("a" trong "comma" và "about"); âm "e" ngắn (như trong "dress") biến đổi hướng đến âm "i"- ngắn; và âm "a"- ngắn (như trong "trap") biến đổi thành âm "e"- ngắn. Sau Chiến tranh thế giới thứ hai, người Maori gặp trở ngại trong việc nói ngôn ngữ của họ trong các trường học và công sở, và ngôn ngữ này chỉ còn là một ngôn ngữ cộng đồng tại vài khu vực hẻo lánh. Tiến Maori gần đây trải qua một quá trình phục hồi, và được tuyên bố là một ngôn ngữ chính thức của New Zealand vào năm 1987, và được khoảng 3,7% cư dân nói vào năm 2013. Cũng theo số liệu điều tra nhân khẩu vào năm 2013, tiếng Samoa là ngôn ngữ phi chính thức được nói nhiều nhất (2,2%), tiếp đến là tiếng Hindi (1,7%), "Bắc Trung Quốc" (bao gồm Quan thoại, 1,3%) và tiếng Pháp (1,2%). 20.235 người (0,5%) cho biết họ có khả năng sử dụng ngôn ngữ ký hiệu New Zealand, nó được công nhận là một trong các ngôn ngữ chính thức của quốc gia vào năm 2006..
Cơ Đốc giáo là tôn giáo chiếm ưu thế tại New Zealand, song xã hội đảo quốc này thuộc hàng thế tục nhất trên thế giới. Theo điều tra nhân khẩu năm 2013, 55,0% cư dân xác định tin theo một hoặc nhiều tôn giáo, trong đó có 49,0% tự xác định là tín đồ Cơ Đốc giáo. 41,9% cho biết họ không theo tôn giáo nào (người dân có thể chọn nhiều tôn giáo hoặc không trả lời) Các giáo phái Cơ Đốc chính theo số lượng tín đồ là Công giáo La Mã (12,6%), Anh giáo (11,8%), Trưởng Lão (8,5%) và "tín đồ Cơ Đốc không được phân loại tiếp" (5,5%). Các tôn giáo Ringatū và Rātana (1,4%) có cơ sở trong cộng đồng Maori song có nguồn gốc Cơ Đốc. Thay đổi về nhập cư và nhân khẩu trong các thập niên gần đây góp phần vào phát triển của các tôn giáo thiểu số, như Ấn Độ giáo (2,1%), Phật giáo (1,5%), Hồi giáo (1,2%) và Sikh giáo (0,5%). Vùng Auckland thể hiện tính đa dạng tôn giáo lớn nhất trong nước.

### Giáo dục
Giáo dục tiểu học và trung học là bắt buộc đối với thiếu niên từ 6 đến 16 tuổi, và đa số nhập học từ 5 tuổi. Có 13 năm học phổ thông và theo học tại trường công được miễn phí đối với các công dân và thường trú nhân New Zealand từ sinh nhật thứ 5 đến khi kết thúc năm sau sinh nhật thứ 19. New Zealand có tỷ lệ người lớn biết chữ đạt 99%, và trên một nửa dân số từ 15 đến 29 tuổi có một trình độ đại học-cao đẳng. Có năm loại học viện bậc đại học-cao đẳng thuộc sở hữu chính phủ: đại học, đại học giáo dục, trường bách nghệ, đại học chuyên nghiệp, và wānanga, cùng với hệ thống giáo dục tư. Trong dân số thành niên, có 14,2% có bằng cử nhân hoặc cao hơn, 30,4% có trình độ cao nhất là một dạng bằng cấp trung học, và 22,4% không có bằng cấp chính thức. Chương trình đánh giá học sinh quốc tế (PISA) của OECD vào năm 2010 xếp hạng hệ thống giáo dục của New Zealand tốt thứ 7 trên thế giới, trong đó học sinh thể hiện đặc biệt tốt năng lực đọc, toán học, và khoa học.

## Môi trường

### Địa lý

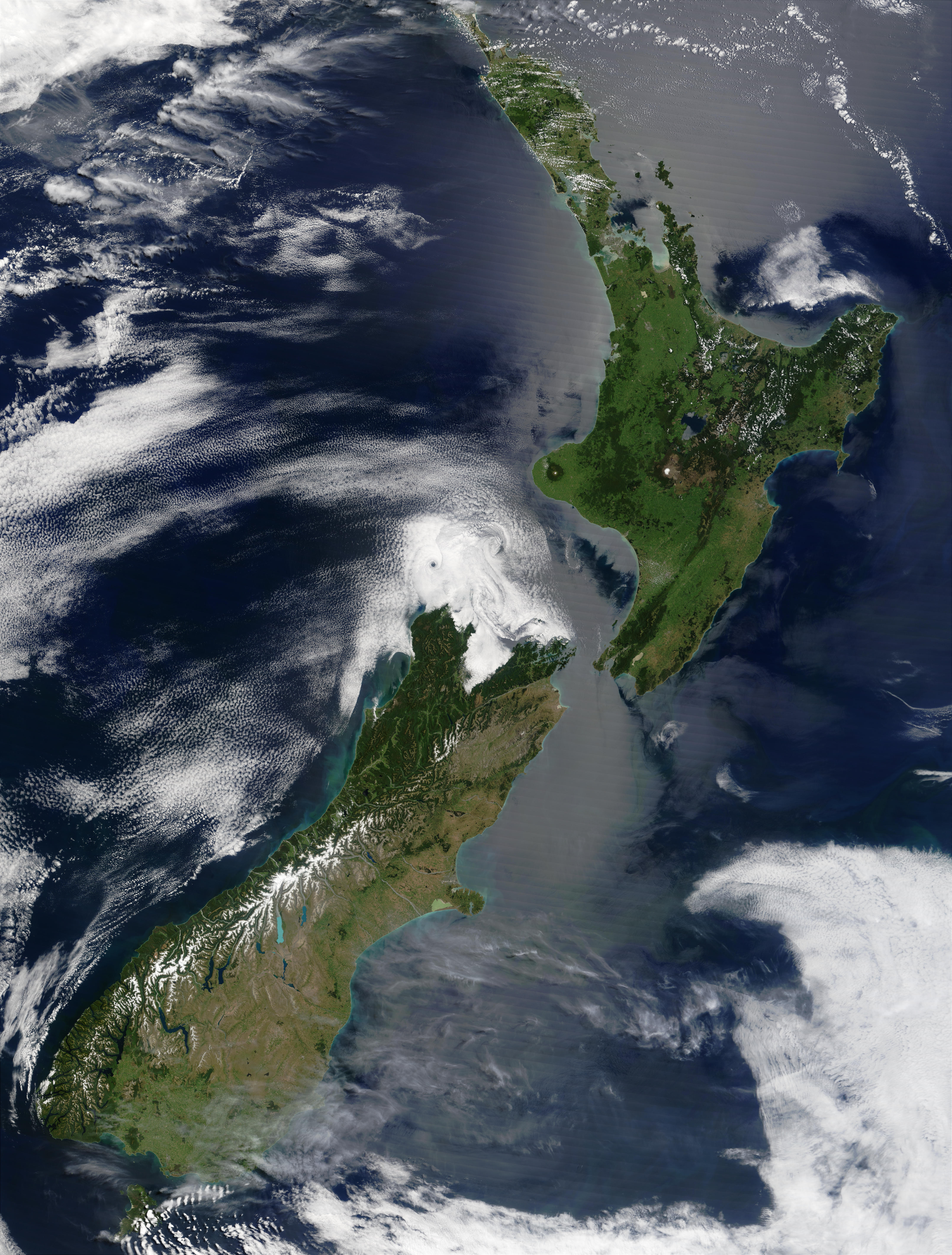
Ảnh vệ tinh New Zealand.

New Zealand tọa lạc lân cận trung tâm của thủy bán cầu, gồm hai đảo chính và một số đảo nhỏ hơn. Hai đảo chính là đảo Bắc và đảo Nam tách biệt nhau qua eo biển Cook rộng 22 km tại điểm hẹp nhất. Trong số các đảo nhỏ, năm đảo lớn nhất có cư dân là đảo Stewart, Chatham, Great Barrier, d'Urville và Waiheke. Các đảo của New Zealand nằm giữa các vĩ độ 29° và 53°Nam, và các kinh độ 165° và 176°Đông.
New Zealand nằm dọc theo trục bắc-đông bắc dài trên 1600 km, với chiều rộng tối đa là 400 km, với đường bờ biển dài khoảng 15.000 km (9.300 mi) và tổng diện tích đất là 268.000 km² Do có các đảo nằm ở khu vực xa xôi và đường bờ biển dài, New Zealand có tài nguyên hải dương phong phú. Vùng đặc quyền kinh tế của đảo quốc đứng hàng đầu thế giới về diện tích, gấp hơn 15 lần diện tích đất.
Đảo Nam là đại lục lớn nhất của New Zealand và là đảo lớn thứ 12 trên thế giới. Dãy núi Nam Alps chạy dọc chiều dài của đảo. Có 18 đỉnh cao trên 3.000 m, cao nhất trong số này là Aoraki / núi Cook với độ cao 3.754 m. Các núi dốc và vịnh hẹp sâu tại Fiordland là dấu tích của thời kỳ bằng hà kéo dài tại góc tây nam của đảo. Đảo Bắc có diện tích lớn thứ 14 thế giới và có ít núi hơn song có dấu ấn là hiện tượng núi lửa. Vùng núi lửa Taupo hoạt động cao độ đã hình thành một cao nguyên núi lửa lớn, với dấu ấn là đỉnh cao nhất đảo Bắc mang tên núi Ruapehu (2.797 m). Cao nguyên cũng có hồ lớn nhất toàn quốc là hồ Taupo, trên miệng núi lửa của một trong các siêu núi lửa hoạt động nhất trên thế giới.
New Zealand có địa hình đa dạng, nằm trên ranh giới giữa mảng Thái Bình Dương và mảng Ấn-Úc. New Zealand là một bộ phận của Zealandia, một vi lục địa có kích thướng gần bằng một nửa Úc, và dần bị chìm sau khi tách khỏi siêu lục địa Gondwana. Khoảng 25 triệu năm trước, một sự trượt nghiêng của các chuyển động kiến tạo mảng bắt đầu vặn xoắn và bóp khu vực. Sự kiện này này hiện có bằng chứng rõ rệt nhất trên dãy Nam Alps, được hình thành từ ép nén vỏ Trái Đất bên cạnh đứt gãy Alpine. Ở nơi khác, ranh giới mảng liên quan đến hút chìm của một mảng dưới mảng khác, tạo ra rãnh Puysegur về phía nam, rãnh Hikurangi về phía đông của đảo Bắc, và các rãnh Kermadec và Tonga xe về phía bắc.
New Zealand là bộ phận của Australasia, và cũng tạo thành cực tây nam của Polynesia. Thuật ngữ châu Đại Dương thường được sử dụng để chỉ khu vực bao gồm lục địa Úc, New Zealand và các đảo trên Thái Bình Dương, song không nằm trong mô hình bảy lục địa.

### Khí hậu
New Zealand có khí hậu hải dương ôn hòa và ôn đới (Köppen: Cfb), với nhiệt độ trung bình năm dao động từ 10 °C ở phía nam đến 16 °C ở phía bắc. Nhiệt độ cao nhất trong lịch sử là 42,4 °C tại Rangiora, Canterbury và thấp nhất trong lịch sử là -25,6 °C tại Ranfurly, Otago. Điều kiện khác biệt rõ rệt, từ mưa rất nhiều tại West Coast của đảo Nam đến gần như bán khô hạn tại Trung Otago và bồn địa Mackenzie của nội lục Canterbury và bán nhiệt đới tại Northland. Trong số bảy thành thị lớn nhất, Christchurch là nơi khô hạn nhất, trung bình chỉ nhận được 640 mm mưa mỗi năm, còn Auckland là nơi mưa nhiều nhất với lượng mưa gần gấp đôi. Auckland, Wellington và Christchurch mỗi năm đều nhận được trung bình trên 2.000 giờ nắng. Các bộ phận miền nam và tây nam của đảo Nam có khí hậu mát hơn và nhiều mây hơn, với khoảng 1.400-1.600 giờ nắng; các bộ phận miền bắc và đông bắc của đảo Nam là khu vực có nắng nhiều nhất nước với 2.400-2.500 giờ. Mùa tuyết rơi nhìn chung là từ đàu tháng 6 đến đầu tháng 10, song các đợt rét đột ngột có thể xuất hiện ngoài mùa này. Tuyết rơi là điều phổ biến tại phần miền đông và miền nam của đảo Nam và trên các vùng núi khắp đất nước.

### Đa dạng sinh học
Sự biệt lập về địa lý của New Zealand trong 80 triệu năm và yếu tố địa sinh học của đảo đã góp phần hình thành các loài động vật, thực vật và nấm đặc trưng của quốc gia này. Chúng hoặc là đã tiến hóa từ sự sống trong thời kỳ Gondwana hoặc một số ít sinh vật đã đến các bờ biển theo bằng cách bay đến, trôi dạt hoặc được mang đi qua biển. Có khoảng 82% thực vật có mạch bản địa của New Zealand là loài đặc hữu, với khoảng 1.944 loài, thuộc 65 chi và bao gồm một họ đặc hữu. Theo một ước tính có khoảng 2300 loài nấm gốc địa y ở New Zealand và 40% trong số đó là loài đặc hữu. Hai loại rừng chính gồm rừng chủ yếu là các cây lá rộng nổi bật bởi podocarp, hoặc rừng có đặc trưng là sồi miền nam thuộc khí hậu lạnh hơn. Các loại thực phủ còn lại bao gồm đồng cỏ, phần lớn là bụi.
Trước khi con người đến định cư, ước tính rừng che phủ 80% mặt đất, riêng chỉ có vùng núi cao, ẩm ướt, khu vực cằn cỗi và núi lửa là không có cây. Chặt phá rừng diễn ra mạnh mẽ sau khi con người đến định cư, với khoảng phân nửa lớp phủ thực vật bị mất đi do bị đốt sau khi người Polynesia định cư. Hầu hết rừng còn lại mất đi sau khi người châu Âu đến định cư, chúng bị chặt để làm nơi chăn nuôi gia súc, làm cho độ che phủ rừng chỉ còn 23%.

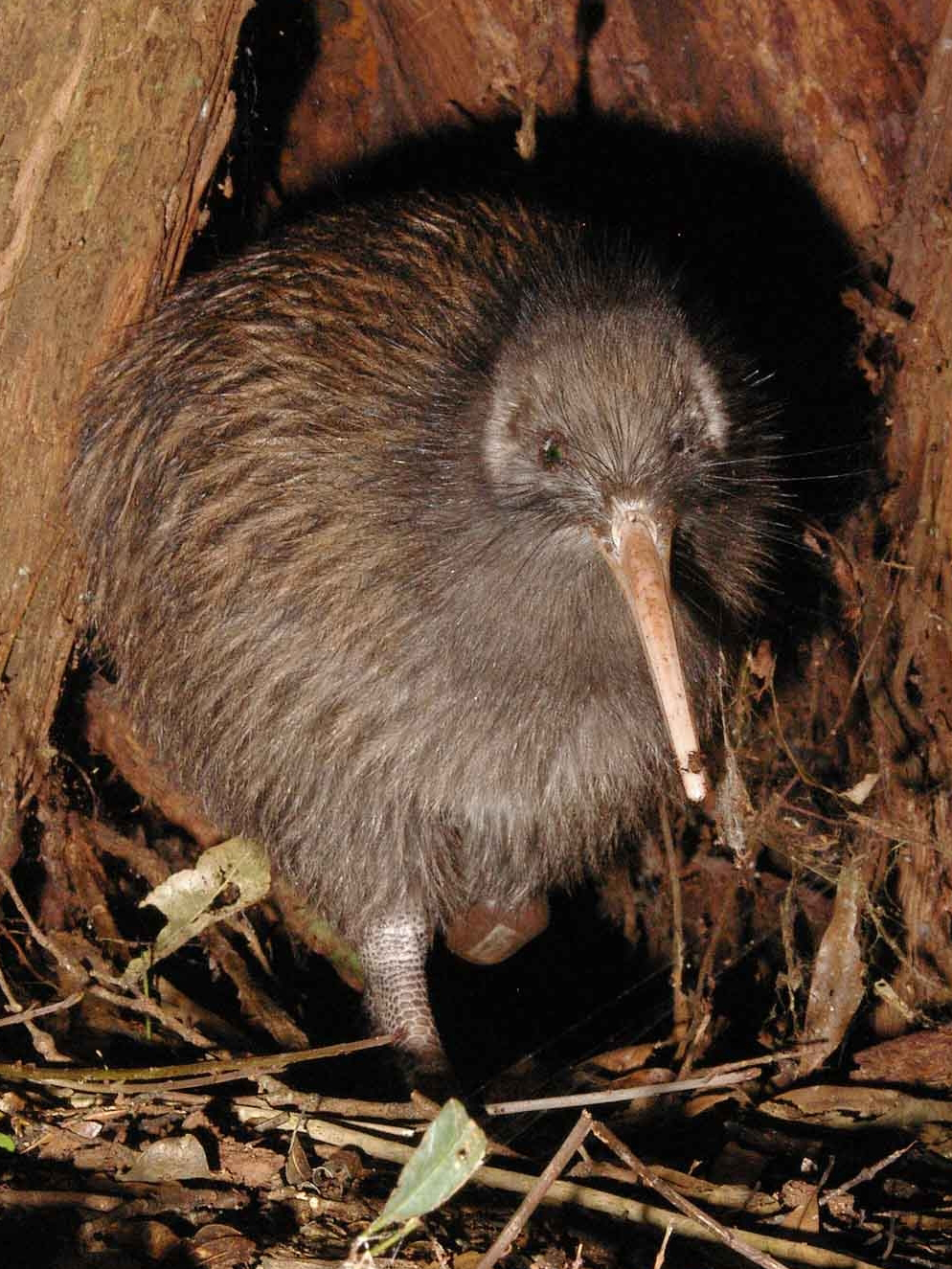
Kiwi, loài chim không bay được đặc hữu và là biểu tượng của New Zealand.

Trong các khu rừng lúc đó chủ yếu là chim, và thiếu các loài thú săn mồi khiến cho một số loài như kiwi, kakapo và takahē tiến hóa thành không thể bay được. Khi con người đến, các thay đổi liên quan đến môi trường sống, và viẹc du nhập các loài chuột, chồn và các loài động vật có vú khác khiến cho nhiều loài chim bị tuyệt chủng, như moa và đại bàng Haast.
Các loài động vật bản địa khác có mặt ở đây như bò sát (tuatara, thằn lằn bóng và tắc kè), ếch, nhện (katipo), côn trùng (weta) và ốc sên. Một số loài như wren và tuatara chỉ có mặt ở đây vì thế chúng được gọi là hóa thạch sống. Ba loài dơi (một đã tuyệt chủng) từng là dấu tích duy nhất về các loài thú trên cạn bản địa của New Zealand cho đến năm 2006 khi phát hiện bộ xương của một loài thú cạn độc nhất có kích thước như chuột với niên đại ít nhất 16 triệu năm. Tuy vậy, các loài thú biển cũng khá phong phú, chiếm gần phân nủa các loài cá voi trên thế giới (cá voi, cá heo, và porpoise) và một lượng lớn các loài hải cẩu được ghi nhận trong các vùng biển của New Zealand. Nhiều loài chim biển sinh sản ở New Zealand, 1/3 trong chúng là đặc trưng của quốc gia này. Chim cánh cụt được tìm thấy ở New Zealand nhiều hơn bất kỳ quốc gia nào khác.
Kể từ khi con người đến định cư, gần phân nửa các loài động vật có xương sống đã tuyệt chủng, bao gồm ít nhất 51 loài chim, 3 loài ếch, 3 loài kỳ đà, 1 loài cá nước ngọt, và một loài dơi. Các loài khác đang bị đe dọa tuyệt chủng hoặc diện tích phân bố giảm mạnh. Tuy nhiên, các nhà bảo tồn New Zealand đã đi tiên phong khi áp dụng nhiều biện pháp để giúp các loài bị đe dọa tuyệt chủng này hồi phục, bao gồm các khu bảo tồn trên đảo, khống chế loài gây hại, chuyển khu vực sinh sống hoang dã, nuôi dưỡng, và phục hồi hệ sinh thái trên đảo và các khu vực được chọn bảo tồn khác. Theo chỉ số hoạt động môi trường năm 2012, New Zealand được xem là có những động thái mạnh mẽ trong việc bảo vệ môi trường, xếp hạng thứ 14 trên tổng số 132 quốc gia được đánh giá.

## Kinh tế
New Zealand có một kinh tế thị trường phát triển hiện đại và thịnh vượng. Đơn vị tiền tệ là dollar New Zealand, được gọi phi chính thức là "dollar Kiwi"; nó cũng được lưu thông tại quần đảo Cook, Niue, Tokelau, và quần đảo Pitcairn. New Zealand xếp hạng 6 theo Chỉ số phát triển con người 2013, xếp thứ tư theo Chỉ số tự do kinh tế 2012 của Quỹ Di sản, và xếp thứ 13 theo Chỉ số sáng tạo toàn cầu 2012 của INSEAD.

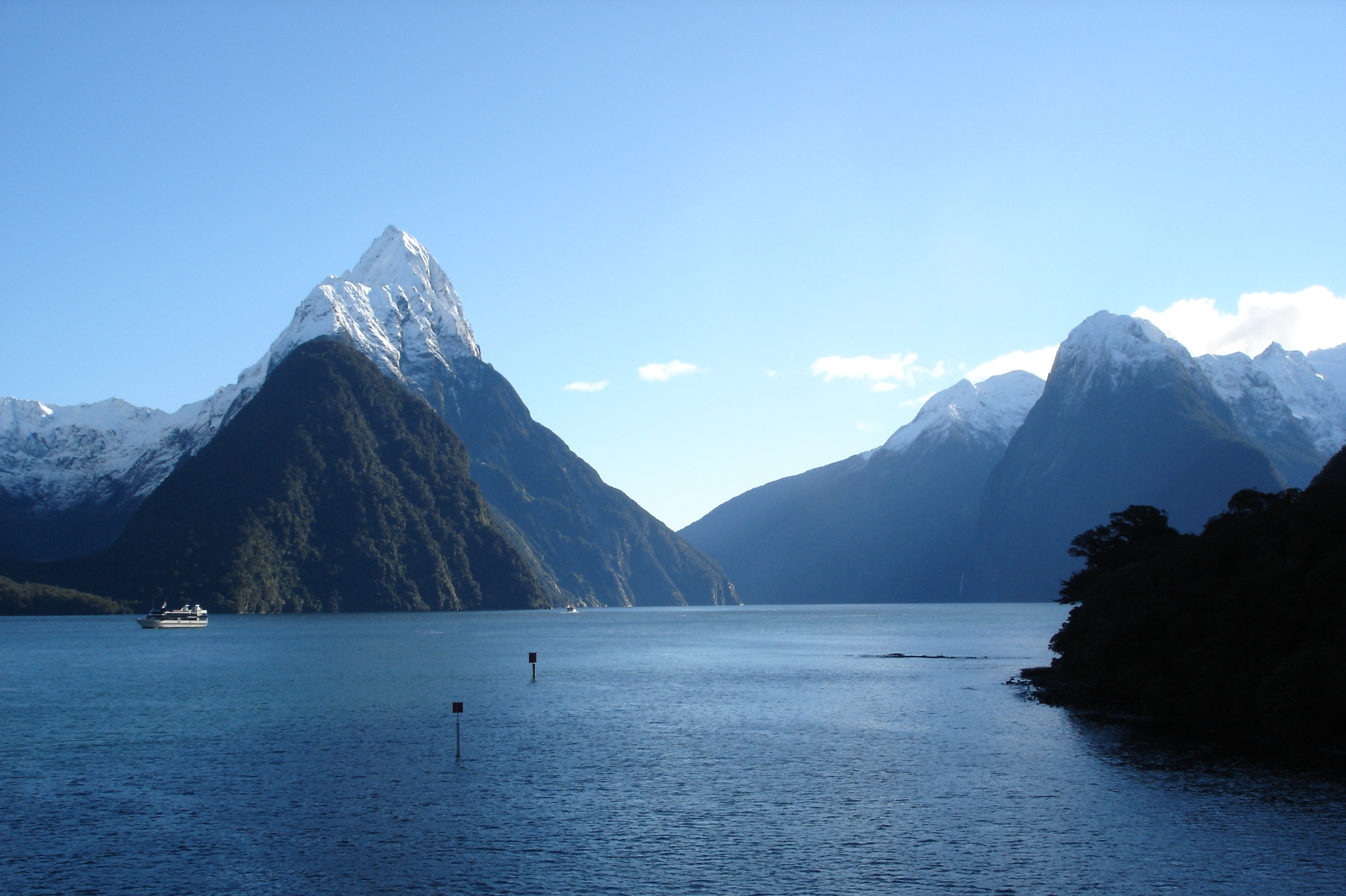
Milford Sound, một trong những địa điểm du lịch nổi tiếng nhất của New Zealand.

Trong lịch sử, các ngành công nghiệp khai thác tài nguyên đóng góp quan trọng cho kinh tế New Zealand, tùy từng thời điểm khác nhau mà tập trung vào đánh bắt hải cẩu, đánh bắt cá voi, lanh, vàng, gôm kauri, và gỗ bản địa. Cùng với sự phát triển của tàu đông lạnh trong thập niên 1880, các sản phẩm thịt và bơ sữa được xuất khẩu đến Anh Quốc, ngành này đặt cơ sở cho tăng trưởng kinh tế mạnh mẽ tại New Zealand. Nhu cầu cao về nông sản từ Anh Quốc và Hoa Kỳ giúp người New Zealand đạt được tiêu chuẩn sinh hoạt cao hơn cả Úc và Tây Âu trong các thập niên 1950 và 1960. Năm 1973, thị trường xuất khẩu của New Zealand suy giảm khi Anh Quốc gia nhập Cộng đồng châu Âu và các yếu tố phức hợp khác như khủng hoảng dầu mỏ 1973 và khủng hoảng năng lượng 1979 dẫn đến một cuộc suy thoái kinh tế nghiêm trọng. Tiêu chuẩn sinh hoạt tại New Zealand xuống thấp hơn tại Úc và Tây Âu, và đến năm 1982 thì New Zealand có thu nhập bình quân đầu người thấp nhất trong toàn bộ các quốc gia phát triển theo nghiên cứu của Ngân hàng Thế giới. Từ năm 1984, các chính phủ nối tiếp nhau tiến hành tái cấu trúc kinh tế vĩ mô với quy mô lớn, chuyển biến nhanh chóng New Zealand từ một kinh tế bảo hộ cao độ sang một kinh tế mậu dịch tự do.
Tỷ lệ thất nghiệp đạt đỉnh là trên 10% vào năm 1991 và 1992, sau Thứ Hai Đen 1987, song giảm xuống mức 3,4% vào năm 2007. Tuy nhiên, Khủng hoảng tài chính 2007–08 có tác động nghiêm trọng đến New Zealand, GDP giảm trong 5 quý liên tiếp, sự giảm sút kéo dài nhất trong hơn 30 năm, và tỷ lệ thất nghiệp tăng lên 7% vào cuối năm 2009. New Zealand trải qua một loạt "chảy máu chất xám" từ thập niên 1970 và hiện tượng này vẫn tiếp diễn cho đến nay. Gần một phần tư số người lao động có kỹ năng cao chuyển tới sống tại hải ngoại, hầu hết là tại Úc và Anh Quốc, đây là tỷ lệ cao nhất trong các quốc gia phát triển. Tuy nhiên, trong những năm gần đây, "chảy máu chất xám" lại đưa đến New Zealand những người chuyên nghiệp có giáo dục từ châu Âu và các quốc gia kém phát triển hơn.
New Zealand phụ thuộc cao độ vào mậu dịch quốc tế, đặc biệt là nông sản. Xuất khẩu chiếm đến 24% sản xuất, khiến New Zealand dễ bị thiệt hại do giá hàng hóa quốc tế và suy thoái kinh tế toàn cầu. Ngành xuất khẩu chính của đảo quốc là nông nghiệp, ngư nghiệp, lâm nghiệp, và khai mỏ, chúng chiếm khoảng một nửa kim ngạch xuất khẩu. Các đối tác xuất khẩu chính của New Zealand là Úc, Hoa Kỳ, Nhật Bản, Trung Quốc, và Anh Quốc. Dịch vụ là lĩnh vực lớn nhất trong kinh tế New Zealand, tiếp theo là chế tạo và xây dựng, rồi đến trang trại và khai thác nguyên liệu thô. Du lịch đóng một vai trò quan trọng trong kinh tế New Zealand, đóng góp 15,0 tỷ $ cho tổng GDP quốc gia và đóng góp 9,6% tổng lực lượng lao động trong năm 2010.

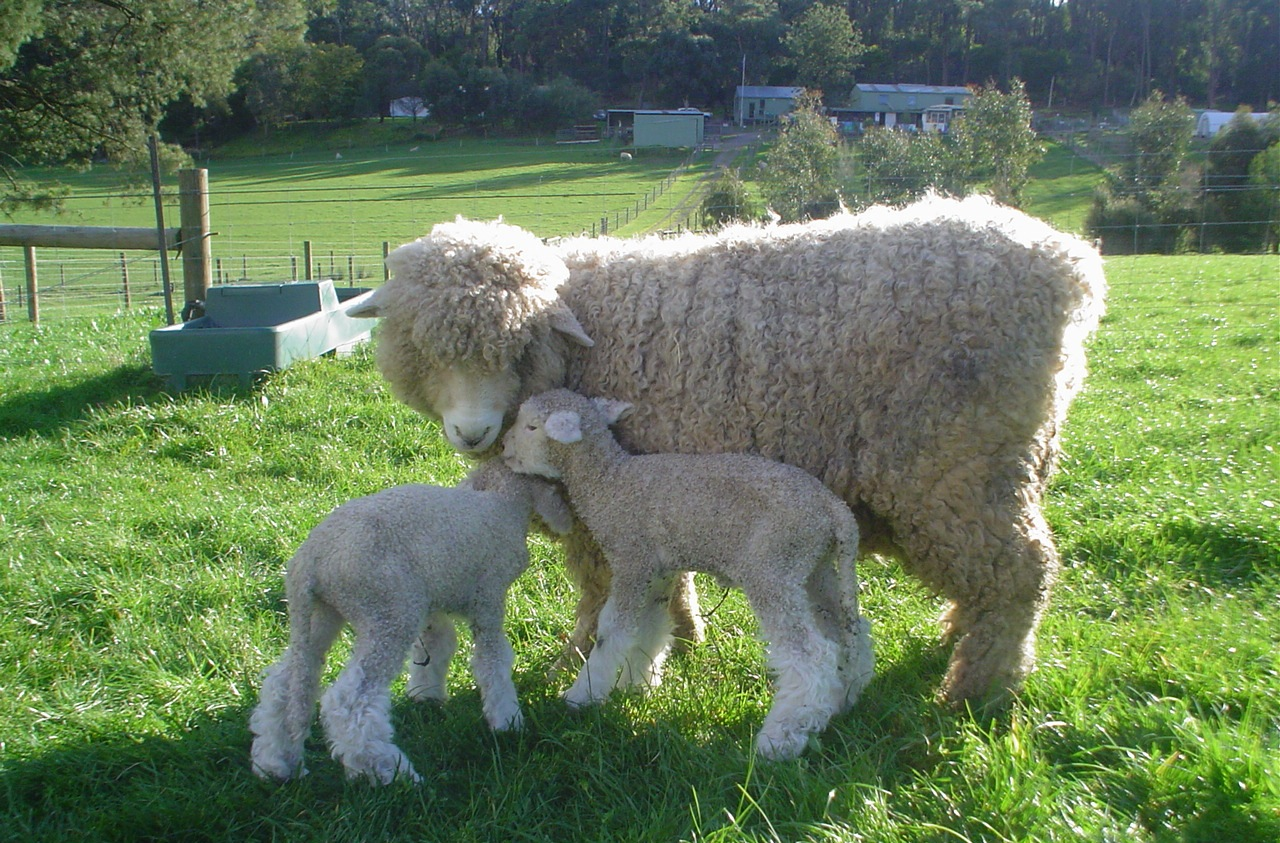
Lông cừu từng là một trong các hàng hóa xuất khẩu chính của New Zealand.

Lông cừu là nông sản xuất khẩu chính của New Zealand vào cuối thế kỷ XIX. Thậm chí cho đến tận thập niên 1960, loại hàng hóa này vẫn chiếm hơn 1/3 thu nhập từ xuất khẩu, song kể từ đó giá trị của nó giảm tương đối so với các hàng hóa khác và lông cừu không còn sinh lợi đối với nhiều nông dân. Ngược lại, chăn nuôi bò sữa gia tăng, với số lượng bò sữa tăng gấp đôi từ năm 1990 đến năm 2007, trở thành nguồn xuất khẩu lớn nhất của New Zealand. Từ đầu năm đến tháng 6 năm 2009, các sản phẩm bơ sữa chiếm 21% (9,1 tỷ $) tổng kim ngạch xuất khẩu, và công ty lớn nhất toàn quốc là Fonterra kiểm soát gần 1/3 giao dịch bơ sữa quốc tế. Các nông sản xuất khẩu chính khác trong năm 2009 là thịt, lông cừu, quả và cá. Ngành công nghiệp rượu vang của New Zealand đi theo xu hướng tương tự như bơ sữa, số ruộng nho tăng gấp đôi trong cùng thời kỳ, lần đầu tiên vượt qua xuất khẩu lông cừu vào năm 2007.
Năm 2015, năng lượng tái tạo chiếm 40,1% tổng cung cấp năng lượng của New Zealand, chủ yếu là địa nhiệt và thủy điện. Riêng năng lượng địa nhiệt đóng góp 22% cung cấp năng lượng của New Zealand vào năm này.
Mạng lưới giao thông tại New Zealand gồm có 94.000 km đường bộ, với 199 km đường cao tốc theo số liệu năm 2017, và 4.128 km đường sắt. Các thành thị chính được liên kết bằng dịch vụ xe buýt, song ô tô cá nhân là phương thức giao thông chủ yếu. Hệ thống đường sắt được tư hữu hóa vào năm 1993, song chính phủ tái quốc hữu hóa chúng theo giai đoạn từ năm 2004 đến năm 2008. Doanh nghiệp quốc doanh KiwiRail hiện vận hành hệ thống đường sắt, ngoại trừ dịch vụ đường sắt đô thị Auckland do Transdev vận hành. Hệ thống đường sắt chạy dọc chiều dài quốc gia, song hầu hết các tuyến nay chuyên chở hàng thay vì chở khách. Hầu hết du khách quốc tế đến bằng đường hàng không và New Zealand có sáu cảng hàng không quốc tế, song nay chỉ có các sân bay Auckland và Christchurch có liên kết trực tiếp với các quốc gia ngoài Úc hay Fiji.
Bưu điện New Zealand được độc quyền trong lĩnh vực viễn thông cho đến năm 1989, tức khi Telecom New Zealand được thành lập, công ty này ban đầu là doanh nghiệp quốc doanh song được tư hữu hóa vào năm 1990. Telecom đổi tên thành Spark New Zealand vào năm 2014, Spark NZ vẫn sở hữu phần lớn hạ tầng viễn thông, song có gia tăng cạnh tranh từ các nhà cung cấp khác. Liên minh Viễn thông Quốc tế xếp hạng New Zealand đứng thứ 18 trong phát triển hạ tầng thông tin và truyền thông vào năm 2016.

## Văn hóa
Người Maori ban đầu phỏng theo văn hóa Đông Polynesia nhiệt đới, phù hợp với các thách thức liên quan đến môi trường lớn hơn và đa dạng hơn, cuối cùng phát triển văn hóa đặc trưng của mình. Tổ chức xã hội phần lớn là cộng đồng cùng gia đình (whanau), thị tộc (hapu) và bộ tộc (iwi) do một tù trưởng (rangatira) cai trị và địa vị của nhân vật này do cộng đồng tán thành. Những người nhập cư Anh Quốc và Ireland đem các khía cạnh trong văn hóa của họ đến New Zealand và cũng ảnh hưởng đến văn hóa Maori, đặc biệt là du nhập Cơ Đốc giáo. Tuy nhiên, người Maori vẫn nhìn nhận lòng trung thành với các nhóm bộ tộc là một bộ phận quan trọng trong bản sắc của mình, và vai trò của quan hệ họ hàng đối với người Maori cũng tương tự như các dân tộc Polynesia khác. Gần đây, văn hóa Mỹ, Úc, châu Á và các văn hóa châu Âu khác cũng gây ảnh hưởng đến New Zealand. Văn hóa Polynesia phi Maori cũng hiện diện, lễ hội Polynesia lớn nhất thế giới là Pasifika nay là một sự kiện thường niên tại Auckland.

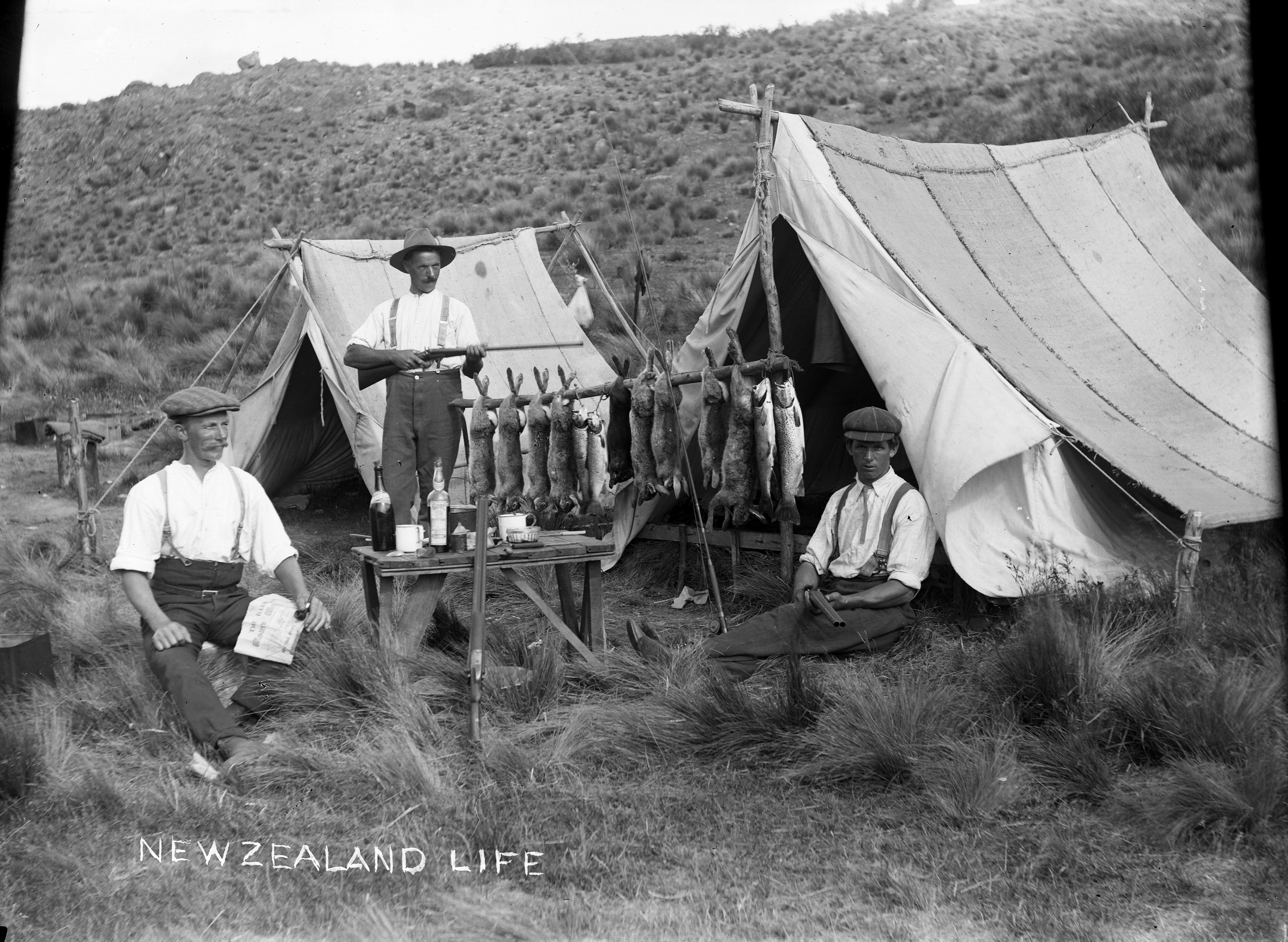
Người định cư châu Âu phát triển một bản sắc chịu ảnh hưởng từ lối sống quê mùa của họ..

Sinh hoạt tại New Zealand chủ yếu mang tính nông thôn trong thời kỳ đầu, khiến người New Zealand bị hình dung là thô kệch, siêng năng. Sự khiêm tốn được mong đợi và được thúc đẩy thông qua hội chứng ghen tị. Từng có thời New Zealand không được nhìn nhận là một quốc gia tri thức. Từ đầu thế kỷ XX cho đến cuối thập niên 1960, văn hóa Maori bị đàn áp do nỗ lực đồng hóa người Maori với người New Zealand gốc Anh Quốc. Trong thập niên 1960, khi trình độ giáo dục được nâng lên và các thành thị được khoách trương văn hóa đô thị bắt đầu chiếm ưu thế. Thậm chí ngay cả khi đa số cư dân hiện sống trong các thành thị, phần lớn tác phẩm mỹ thuật, văn học, phim, hài kịch của New Zealand vẫn có chủ đề nông thôn.
Là một phần trong quá trình hồi sinh văn hóa Maori, các nghề thủ công truyền thống là khắc và dệt nay được tiến hành phổ biến hơn và các nghệ sĩ người Maori gia tăng về số lượng và ảnh hưởng. Hầu hết tác phẩm khắc của người Maori mô tả nhân vật, thường là với ba ngón tay với một cái đầu chi tiết giống với tự nhiên hoặc một cái đầu kỳ cục. Kiến trúc Maori trước khi tiếp xúc với người da trắng gồm các nhà hội họp được chạm khắc (wharenui), những nhà này ban đầu được thiết kế nhằm có thể xây dựng, cải biến lại liên tục nhằm đáp ứng các ý tưởng hoặc nhu cầu khác nhau.
Vị trí cô lập của đảo quốc trì hoãn ảnh hưởng của các xu hướng nghệ thuật châu Âu, cho phép các nghệ sĩ bản địa phát triển phong cách đặc trưng riêng theo chủ nghĩa khu vực. Trong các thập niên 1960 và 1970, nhiều nghệ sĩ kết hợp các kỹ thuật Maori và phương Tây, tạo nên các hình thức nghệ thuật độc nhất.
Áo choàng của người Maori được làm từ sợi lông mịn và được trang trí bằng hoa văn hình tam giác, hình thoi và các dạng hình học khác màu đen, đỏ, và trắng. Người châu Âu đưa nghi thức thời trang Anh đến New Zealand, và cho đến thập niên 1950 thì hầu hết mọi người mặc đồ chỉnh tề trong các dịp lễ hội. Tiêu chuẩn thời trang từ đó được nới lỏng và thời trang New Zealand có tiếng là tự nhiên, thực dụng và mờ nhạt. Tuy nhiên, công nghiệp thời trang địa phương phát triển đáng kể từ năm 2000, một số nhãn hiệu được công nhận ở tầm quốc tế.
Người Maori nhanh chóng tiếp nhận chữ viết làm phương tiện chia sẻ ý tưởng, và nhiều câu chuyện và bài thơ truyền khẩu của họ được chuyển sang hình thức văn bản. Hầu hết văn học tiếng Anh ban đầu nhập từ Anh Quốc và phải đến thập niên 1950, khi mà thị trường phát hành địa phương gia tăng thì văn học New Zealand mới bắt đầu được biết đến phổ biến. Mặc dù phần lớn vẫn chịu ảnh hưởng từ các xu hướng và sự kiện toàn cầu, song các nhà văn trong thập niên 1930 bắt đầu phát triển các câu chuyện ngày càng tập trung vào trải nghiệm của họ tại New Zealand. Trong giai đoạn này, văn học biến hóa từ một hoạt động mang tính báo chí sang theo đuổi tính học thuật hơn. Sự kiện tham gia các Thế Chiến khiến một số nhà văn New Zealand có một nhãn quan mới về văn hóa New Zealand và văn học địa phương phát triển mạnh mẽ thời hậu chiến cùng với quá trìnhự mở rộng các đại học.

### Truyền thông và giải trí

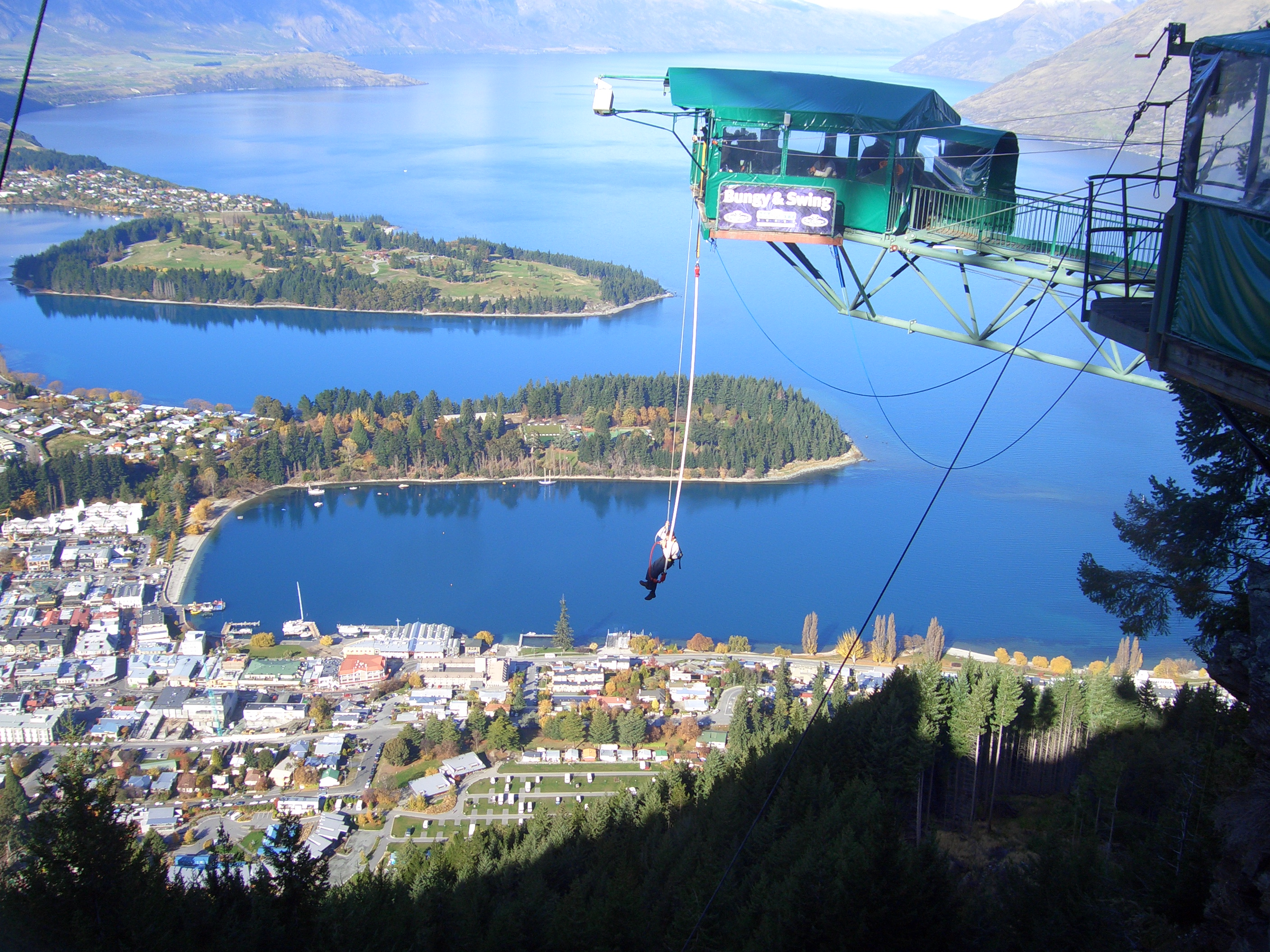
Nhảy Bungee tại thị trấn nghỉ dưỡng Queenstown.

Âm nhạc New Zealand chịu ảnh hưởng từ các thể loại blues, jazz, country, rock and roll và hip hop, nhiều thể loại được hiểu một cách độc đáo tại New Zealand. người Maori phát triển các thánh ca và ca khúc truyền thống từ nguồn gốc Đông Nam Á cổ đại của họ, và sau nhiều thế kỷ cô lập đã tạo nên một âm điệu "đơn điệu" và "hiu quạnh" độc đáo. Sáo và kèn được sử dụng làm nhạc cụ hoặc làm công cụ báo hiệu trong chiến tranh hoặc những dịp đặc biệt. Những người định cư ban đầu đem đến âm nhạc dân tộc của họ, với các đội kèn đồng và hợp xướng trở nên phổ biến, các nhạc sĩ bắt đầu lưu diễn tại New Zealand trong thập niên 1860. Các đội kèn trống trở nên phổ biến trong đầu thế kỷ XX. Ngành công nghiệp thu âm New Zealand bắt đầu phát triển từ 1940 trở đi và nhiều nhạc sĩ New Zealand thu được thành công tại Anh Quốc và Hoa Kỳ. Một số nghệ sĩ người Maori phát hành các bài hát bằng tiếng Maori và hình thức nghệ thuật dựa trên truyền thống Maori mang tên kapa haka (ca vũ) được hồi sinh. Giải thưởng âm nhạc New Zealand được Recorded Music NZ tổ chức thường niên; giải thưởng được tổ chức lần đầu vào năm 1965.
Phát thanh lần đầu xuất hiện tại New Zealand vào năm 1922 và đối với truyền hình là năm 1960. Số lượng phim New Zealand gia tăng đáng kể trong thập niên 1970. Năm 1978, Ủy ban Điện ảnh New Zealand bắt đầu hỗ trợ các nhà làm phim địa phương và nhiều phim tiếp cận được với khán giả thế giới, một số nhận được công nhận quốc tế. Các phim New Zealand đoạt doanh thu cao nhất gồm: Boy, The World's Fastest Indian, Once Were Warriors, và Whale Rider. Việc bãi bỏ các quy định trong thập niên 1980 khiến số lượng đài phát thanh và truyền hình gia tăng đột biến. Truyền hình New Zealand chủ yếu phát sóng các chương trình của Hoa Kỳ và Anh Quốc, cùng với một số lượng lớn các chương trình của Úc và địa phương. Cảnh quan đa dạng và kích thước nhỏ của đảo quốc, cộng thêm khích lệ của chính phủ, giúp khuyến khích các nhà sản xuất quay các bộ phim có ngân sách lớn tại New Zealand. Ngành công nghiệp truyền thông New Zealand do một số công ty chi phối, hầu hết thuộc sở hữu ngoại quốc, song nhà nước duy trì quyền sở hữu đối với một số đài truyền hình và phát thanh. Từ năm 2003 đến 2008, Phóng viên không biên giới luôn xếp hạng tự do báo chí của New Zealand trong 20 vị trí đầu tiên. Năm 2011, New Zealand xếp hạng 13 toàn cầu về tự do báo chí theo đánh giá của Freedom House, đứng thứ hai tại châu Á-Thái Bình Dương.

### Thể thao

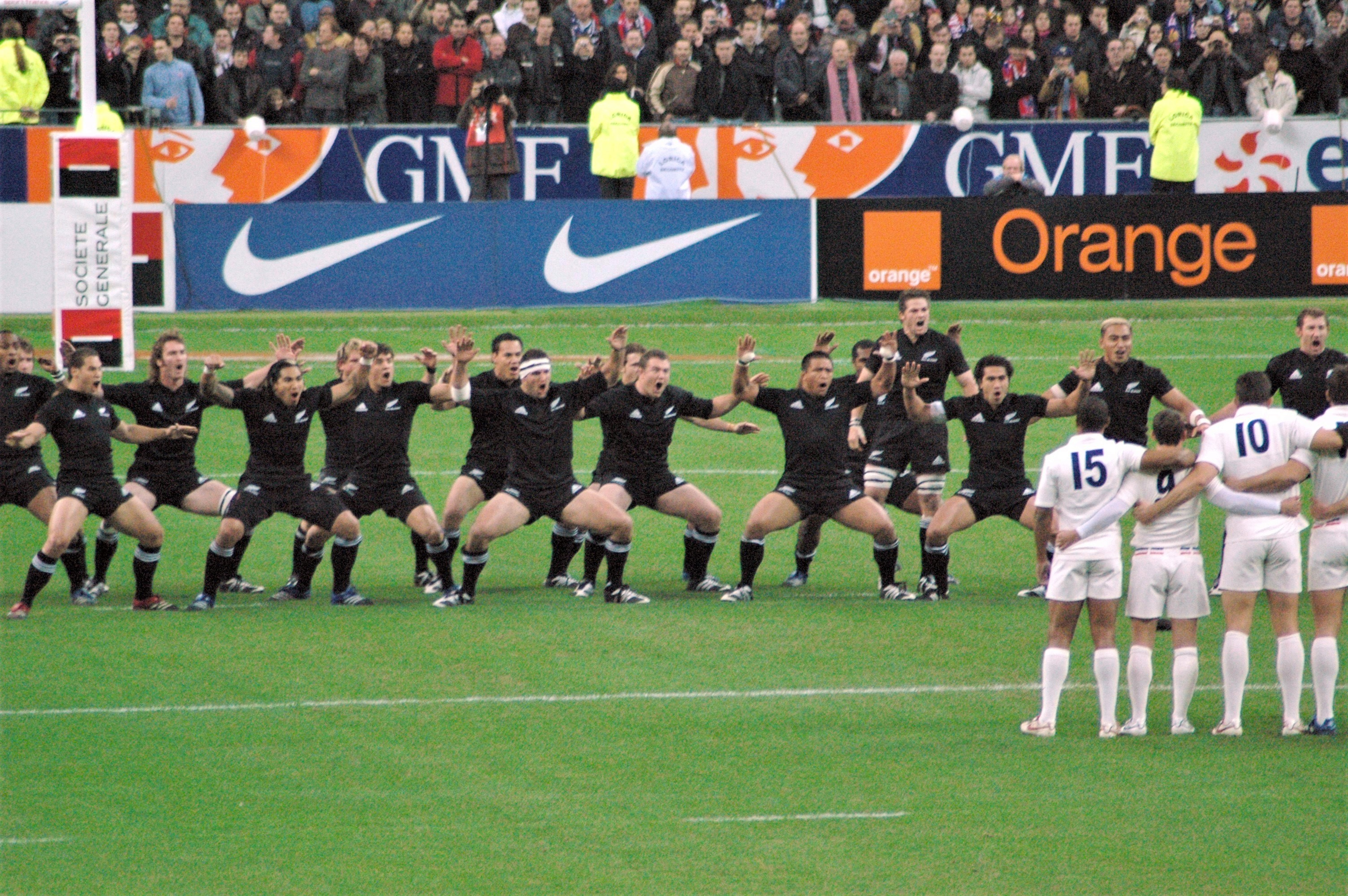
Đội tuyển bóng bầu dục liên hiệp New Zealand trình diễn "haka" trước một trận đấu.

Hầu hết các môn thể thao chủ yếu được chơi tại New Zealand có nguồn gốc Anh Quốc. Bóng bầu dục liên hiệp được nhìn nhận là môn thể thao quốc gia và thu hút hầu hết khán giả. Golf, bóng lưới, quần vợt và cricket đạt tỷ lệ người thành niên tham gia cao nhất, trong khi bóng đá là môn thể thao hàng đầu trong giới trẻ. Các trận du đấu bóng bầu dục thắng lợi đến Úc và Anh Quốc vào cuối thập niên 1880 và đầu thập niên 1900 đóng một vai trò ban đầu trong việc thấm nhuần một bản sắc dân tộc. Đua ngựa cũng là một môn thể thao đại chúng và trở thành bộ phận của văn hóa "bầu dục, đua và bia" trong thập niên 1960. Sự tham gia của người Maori trong các môn thể thao châu Âu đặc biệt rõ rệt trong bóng bầu dục và đội tuyển quốc gia trình diễn một hiệu lệnh truyền thống Maori mang tên haka trước các trận dấu quốc tế.
New Zealand có các đội tuyển thi đấu quốc tế trong các môn bóng bầu dục liên hiệp, bóng lưới, cricket, bóng bầu dục liên minh, và bóng mềm, và có truyền thống thi đấu tốt trong ba môn phối hợp, rowing, yachting và đua xe đạp. New Zealand tham dự Thế vận hội Mùa hè vào năm 1908 và 1912 trong một đội tuyển chung với Úc, và lần đầu tham dự độc lập vào năm 1920. Quốc gia này xếp hạng cao theo tỷ lệ huy chương trên dân số trong các kỳ Thế vận hội gần đây. Đội tuyển bóng bầu dục liên hiệp nam quốc gia New Zealand có thành tích tốt nhất trong lịch sử bóng bầu dục quốc tế New Zealand nổi tiếng với các môn thể thao mạo hiểm, du lịch mạo hiểm và truyền thống leo núi mạnh mẽ. Các môn thể thao ngoài trời khác như đua xe đạp, câu cá, bơi, chạy, đi bộ, chèo xuồng, săn, thể thao trên tuyết, và lướt sóng cũng phổ biến. Môn thể thao truyền thống Polynesia là đua chèo xuồng waka ama ngày càng phổ biến và hiện là một môn thể thao quốc tế với các đội tuyển từ khắp Thái Bình Dương.

### Ẩm thực
Ẩm thực New Zealand kết hợp ẩm thực Maori bản địa và các truyền thống nấu nướng đa dạng do những người định cư và nhập cư đưa tới từ châu Âu, Polynesia và châu Á. Sản xuất nông nghiệp sinh lợi từ đất liền đến biển dần được những người định cư châu Âu thời đầu du nhập, hầu hết là trồng trọt và chăn nuôi như ngô, khoai tây và lợn. Các thành phần hoặc món ăn đặc biệt gồm có thịt cừu non, cá hồi, kōura (tôm hùm đất), các loài hàu vét, cá mồi trắng, pāua (bào ngư), trai, điệp, pipis và tuatua (đều là các loài sò ốc của New Zealand), khoai lang (kūmara), quả kiwi, tamarillo và pavlova (được cho là một món ăn quốc gia). Hāngi là một phương pháp nấu ăn của người Māori, sử dụng đá được nung nóng được chôn trong một lò ngầm. Sau khi người châu Âu thuộc địa hoá, người Maori bắt đầu nấu ăn với nồi và lò, khiến hāngi được sử dụng ít thường xuyên hơn, song nó vẫn được sử dụng trong các dịp nghi lễ như tangihanga.